# Священная Римская империя
Свяще́нная Ри́мская импе́рия, Священноримская империя, с 1512 года — Свяще́нная Ри́мская импе́рия герма́нской на́ции (лат. Sacrum Imperium Romanum Nationis Germanicae или Sacrum Imperium Romanum Nationis Teutonicae, нем. Heiliges Römisches Reich Deutscher Nation) — надгосударственный союз немецких, итальянских, балканских, франкских и западнославянских государств и народов, существовавший на протяжении 844 лет: с 962 года, с момента провозглашения империи после коронации короля Германии Оттона I Великого Папой Римским Иоанном XII как первого императора возрождённой Римской империи, до 1806 года, после формальной ликвидации империи императором Наполеоном I Бонапартом и организации Рейнского союза по итогам триумфальной победы Первой Французской империи в Войне Третьей Антифранцузской коалиции.
В период наивысшего расцвета в состав Священной Римской империи входили: Германия, являвшаяся её историческим ядром, северная и центральная Италия, Нижние Земли, Чехия, а также некоторые регионы Франции. С 1034 года Священная Римская империя формально состояла из трёх королевств: Германии, Италии и Бургундии. В 1041 году в состав империи окончательно вошло Княжество Чехия, которое с 1198 года стало королевством Чехия (официально этот статус в составе империи был закреплён за ней в сицилийской золотой булле в 1212 году, в Германии его называли «Богемия»). А с 1197 года к числу королевств в империи присоединилась и Сицилия. Империя была основана в 962 году королём Германии Оттоном I и рассматривалась как прямое продолжение античной Римской империи и франкской империи Карла Великого. 
Процессы изменения взаимоотношений центральной власти с субъектами, входившими в состав империи, за всю историю существования империи происходили с тенденциями к децентрализации власти. Империя всю свою историю оставалась децентрализованным образованием со сложной феодальной иерархической структурой, объединявшей несколько сотен территориально-государственных образований. Во главе империи стоял император. Императорский титул не был наследственным, а присваивался по итогам избрания коллегией курфюрстов. Власть императора никогда не была абсолютной и ограничивалась высшей аристократией Германии, а с конца XV века — рейхстагом, представлявшим интересы основных сословий империи.
В ранний период своего существования империя имела характер феодально-теократического государства, а императоры претендовали на высшую власть в христианском мире и роль главного защитника христианской церкви. Усиление папского престола и многовековая борьба за обладание Италией при одновременном росте могущества территориальных князей в Германии значительно ослабили центральную власть в империи. В период позднего Средневековья возобладали тенденции децентрализации. При таком развитии субъекты, входившие в империю, должны были стать полунезависимыми. Однако осуществлённая в конце XV — начале XVI века «имперская реформа» позволила увеличить влияние центральной власти и сформировать новый баланс власти между императором и сословиями. Кризис Реформации и Тридцатилетней войны в Европе был преодолён ограничением власти императора и превращением общесословного рейхстага в главный элемент имперской конструкции. Империя Нового времени обеспечивала сохранение самостоятельности её субъектов, а также защиту традиционных прав и привилегий сословий. В империи существовали несколько конфессий, после Вестфальского мира религиозная ситуация стабилизировалась и противоречия о различных вариантах вероучения перестали сотрясать империю. После окончания Тридцатилетней войны в империи не было тенденций к централизации власти. Развитие протестантских княжеств, в том числе по пути внутренней консолидации и становления собственной государственности, входило в противоречие со структурой империи, предназначенной, в том числе, для защиты от протестантов.
Несмотря на укоренение в ней протестантов, империя продолжала защищать католиков Европы от турок в войнах, занималась сохранением и защитой автономии католических земель.
В XVIII веке произошло уменьшение влияния центральных институтов имперской системы. Священная Римская империя просуществовала до 1806 года и была ликвидирована в ходе наполеоновских войн, когда был сформирован Рейнский союз, а последний император Франц II Габсбург отрёкся от престола.

## Название

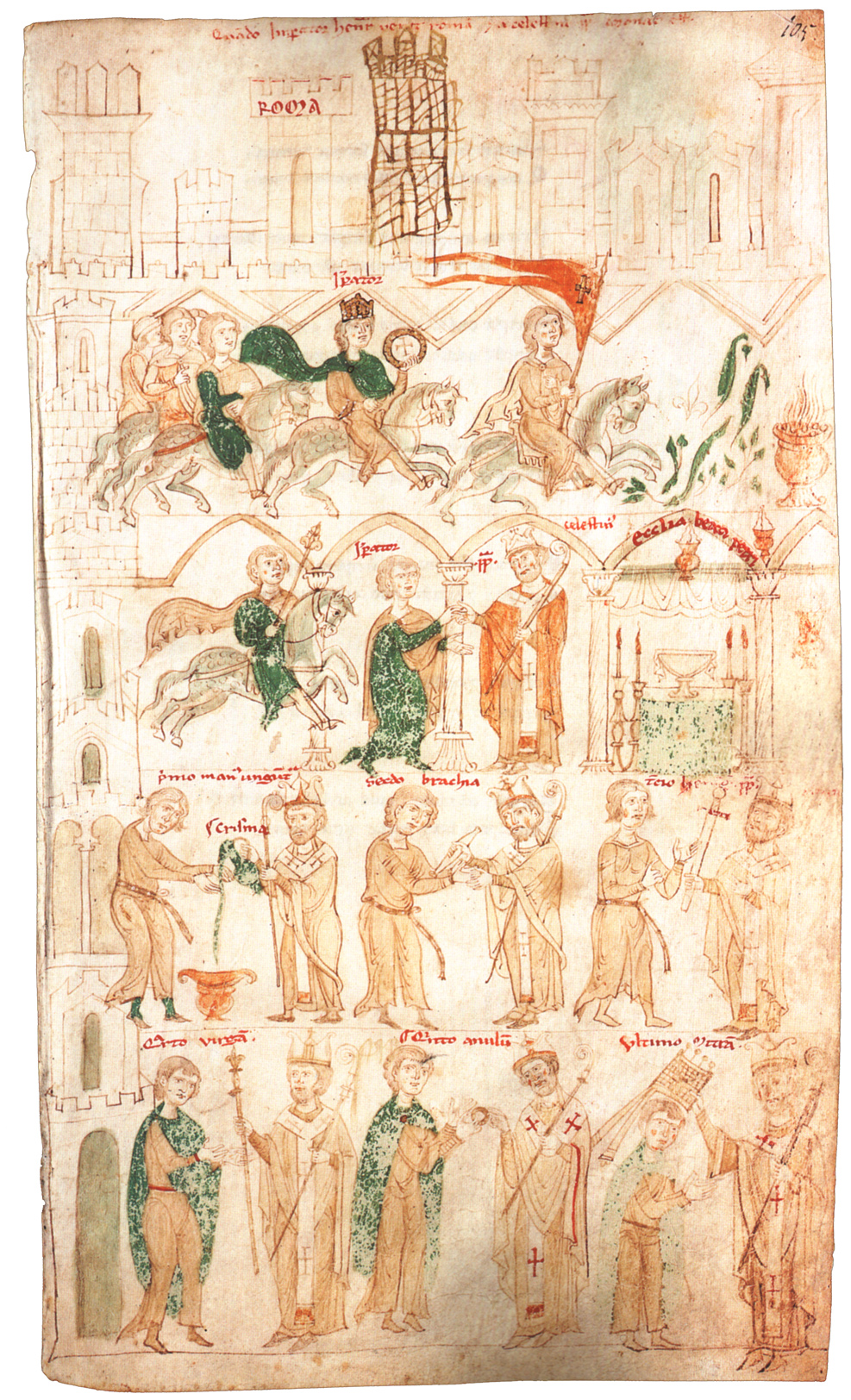
Коронация императора Генриха VI папой Целестином III., 1196 год

Возникнув в 962 году, Священная Римская империя претендовала на преемственность античной Римской империи и Франкской империи Карла Великого, пытаясь стать универсальным государственным образованием, объединяющим весь западноевропейский христианский мир. Оттон I Великий, первый монарх Священной Римской империи, использовал титул imperator Romanorum et Francorum (с лат. — «император римлян и франков»). Хотя ядром империи всегда являлась Германия, её сакральным центром был Рим: в этом городе до XVI века проводились коронации императоров, и именно из Рима, по средневековым представлениям, проистекала их божественная власть. Титул «Римский император» использовался уже Оттоном II Рыжим (973—983), а словосочетание «Римская империя» впервые упоминается в источниках под 1034 годом. В то же время, использование данного титула вызвало резкое неприятие в Византии, где считалось, что только византийский император имеет право называться римским императором, и там признавали и наследников Карла Великого, и правителей Священной Римской империи императорами очень неохотно и не всегда.
Монархи Священной Римской империи претендовали на верховную духовную власть на её территории и роль защитника и покровителя христианской церкви. Первоначально это не требовало отдельного упоминания в титулатуре, однако после завершения борьбы за инвеституру и распространения идеи верховенства папы римского в духовной сфере к наименованию империи стали добавлять слово «Священная» (лат. Sacrum; впервые, вероятно, это произошло в 1157 году), подчёркивая тем самым претензии императоров в отношении церкви. Применение эпитета «Священный» не к особе правителя, а к государственному образованию, по всей видимости, было новацией, рождённой в канцелярии императора Фридриха I Барбароссы (1152—1190). Собственно название «Священная Римская империя» в его латинской версии Sacrum Romanum Imperium впервые появилось в 1254 году, а его эквивалент на немецком языке (нем. Heiliges Römisches Reich) — ещё спустя столетие, в правление Карла IV (1346—1378).
Указание на «германскую нацию» в титуле императора стало употребляться начиная с середины XV века, когда большая часть негерманских земель была потеряна и империя стала восприниматься как национальное немецкое государственное образование. Неофициально государство называлось Германией или Империей. Первое свидетельство об использовании этого титула содержится в законе о земском мире 1486 года императора Фридриха III. Окончательную форму названия империя приобрела уже в начале XVI века: в 1512 году Максимилиан I в своём обращении к рейхстагу впервые официально использовал наименование «Священная Римская империя германской нации» (нем. Heiliges Römisches Reich Deutscher Nation).
К середине XVIII века империя потеряла какое-либо влияние в Италии, император лишился своих прерогатив в церковной сфере, а тенденции дезинтеграции фактически превратили Германию в конгломерат полунезависимых княжеств. Известно высказывание Вольтера, что Священная Римская империя больше не является «ни священной, ни римской, ни империей». В своих последних документах (заключительное постановление имперской депутации 1803 года и манифест Франца II о роспуске империи 1806 года) государство называлось уже «Германская империя» (нем. Deutsches Reich).
Поскольку на протяжении почти всего периода своего существования Священная Римская империя являлась единственным государственным образованием в Западной Европе, монарх которого носил титул императора, она зачастую была известна просто как «Империя». В российских документах XVIII века использовалось также наименование «Цесария». В XIX веке, после образования Австрийской и Германской империй, в отношении их предшественницы стало использоваться название «Старая империя» или «Первый рейх». 

## История

### Образование империи
Идея империи, единого государства, объединявшего весь цивилизованный и христианский мир, восходящая к временам Древнего Рима и пережившая второе рождение при Карле Великом, сохранялась и после крушения Франкской империи Каролингов. Империя в общественном сознании представлялась как земное воплощение Царства Божьего, наилучшая модель организации государства, при которой правитель поддерживает мир и спокойствие в христианских странах, охраняет и заботится о процветании церкви, а также организует защиту от внешних угроз. Раннесредневековая концепция империи предполагала единение государства и церкви и тесное взаимодействие императора и папы римского, осуществлявших верховную светскую и духовную власть. Хотя столицей империи Карла Великого был Ахен, имперская идея была связана прежде всего с Римом, центром западного христианства и, согласно «Константинову дару», источником политической власти во всей Европе.
После распада государства Карла Великого в середине IX века титул императора Запада сохранился, однако реальная власть его носителя ограничилась лишь Италией, за исключением нескольких случаев кратковременного объединения всех франкских королевств. Последний римский император, Беренгар Фриульский, скончался в 924 году. После его смерти власть над Италией в течение нескольких десятилетий оспаривали представители ряда аристократических родов Северной Италии и Бургундии. В самом Риме папский престол оказался под полным контролем местного патрициата. Источником возрождения имперской идеи в середине X века стала Германия.

Священная Римская империя в X веке

В правление Генриха I Птицелова (919—936) и Оттона I Великого (936—973) Германское королевство значительно укрепилось. В состав государства вошла Лотарингия с бывшей имперской столицей Каролингов Ахеном, были отражены набеги кочевых мадьярских племён (битва на реке Лех 955 года), началась активная экспансия в сторону славянских земель Поэльбья и Мекленбурга. Причём завоевание сопровождалось энергичной миссионерской деятельностью в славянских странах, Венгерском королевстве и Датском королевстве. Церковь превратилась в главную опору королевской власти в Германии. Племенные герцогства, составлявшие основу территориальной структуры Восточнофранкского королевства, при Оттоне I были подчинены центральной власти. К началу 960-х годов Оттон стал наиболее могущественным правителем среди всех государей-наследников империи Карла Великого и приобрёл репутацию защитника христианской церкви.
В 960 году папа римский Иоанн XII обратился к Оттону с просьбой о защите против короля Италии Беренгара II Иврейского и пообещал ему императорскую корону. Оттон немедленно перешёл Альпы, одержал победу над Беренгаром и был признан королём лангобардов (Италии), а затем двинулся в Рим. 2 февраля 962 года Оттон I был помазан на царство и коронован императором. Эта дата считается датой образования Священной Римской империи германской нации. Хотя сам Оттон Великий, очевидно, не намеревался основывать новую империю и рассматривал себя исключительно как преемника Карла Великого, фактически переход императорской короны к германским монархам означал окончательное обособление Восточнофранкского королевства (Германии) от Западнофранкского (Франции) и формирование нового государственного образования на основе немецких и североитальянских территорий, выступавшего наследником Римской империи и претендующего на роль покровителя христианской церкви.

### Империя в Средние века

#### Правление Оттонов и борьба за инвеституру
Императорский титул, принятый Оттоном Великим, ставил его на ступень выше всех европейских монархов и, по крайней мере, вровень с папой римским. Особое значение имел сакральный характер этого титула, который позволял Оттону I и его преемникам полностью контролировать церковные институты в своих владениях. Выборы епископов и аббатов осуществлялись по указанию императора, и ещё до рукоположения церковные иерархи приносили ему клятву верности и ленную присягу. Церковь была включена в светскую структуру империи и превратилась в одну из главных опор императорской власти и единства страны. Это отчётливо проявилось уже в период правления Оттона II Рыжего (973—983) и во время несовершеннолетия Оттона III (983—1002), когда благодаря поддержке высшего духовенства Германии императорам удалось подавить несколько крупных восстаний правителей племенных герцогств. Сам папский престол при Оттонах оказался под доминирующим влиянием императоров, зачастую единолично решавших вопросы назначения и смещения римских пап. В этот период светские и духовные дела не были чётко отделены друг от друга, и император, как «наместник Бога на земле», осуществлял власть над обеими сферами. Интеграция церкви в государственную структуру достигла своего апогея при Конраде II (1024—1039) и Генрихе III (1039—1056), когда сформировалась классическая имперская церковная система (нем. Reichskirchensystem).

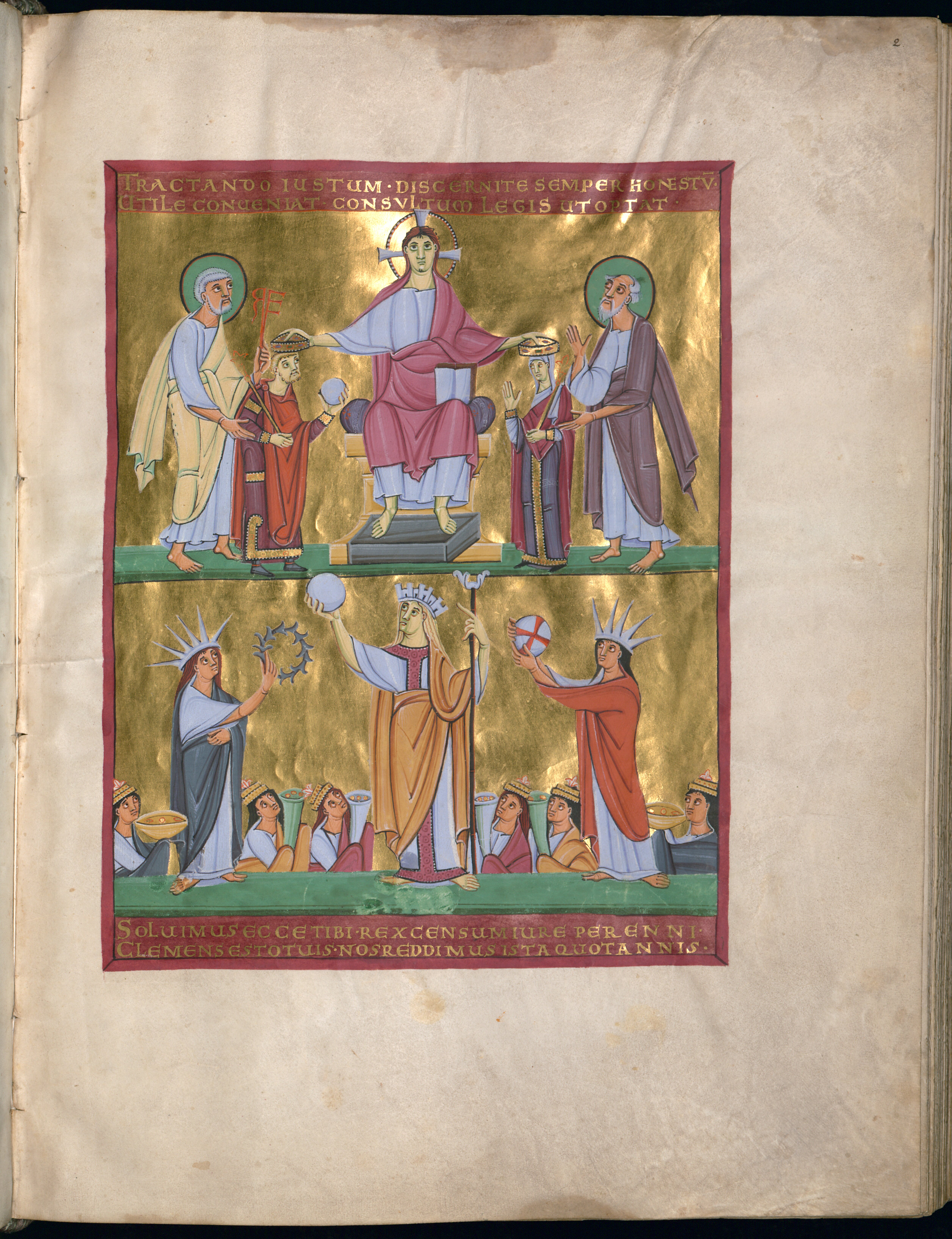
Император Генрих II Святой и его жена Кунигунда, коронуемые Христом. Внизу: аллегории Германии, Галлии и Рима

Государственные институты империи в ранний период оставались достаточно слабо дифференцированными. Император являлся одновременно королём Германии, Италии, а после смерти в 1032 году последнего бургундского короля Рудольфа III — и Бургундии. Основной политической единицей в Германии являлись племенные герцогства: Саксония, Бавария, Франкония (существовало недолго), Швабия, Лотарингия (последняя в 965 году была разделена на Нижнюю и Верхнюю) и, с 976 года, Каринтия (отделена от Баварии). Вдоль восточной границы была создана система марок (Северная, Саксонская Восточная, Баварская Восточная, позднее — Мейсенская, Бранденбургская, Лужицкая). В 980-х годах славяне на некоторое время вновь отбросили немцев за Эльбу и захватили Гамбург, но в начале XI века империя восстановила свои позиции в регионе, хотя дальнейшее продвижение остановило вхождение королевств Польши и Венгрии на правах независимых королевств в европейское христианское сообщество. В Италии были также сформированы марки (Тоскана, Верона, Иврея), однако развитие коммунального движения к началу XII века разрушило эту структуру.
Главную проблему для императоров представляло удержание власти одновременно и к северу, и к югу от Альп. Оттон II, Оттон III и Конрад II были вынуждены подолгу находиться в Италии, где они вели борьбу против наступления арабов-мусульман и византийцев, а также периодически подавляли волнения итальянского патрициата, однако окончательно утвердить имперскую власть на Апеннинском полуострове так и не удалось. За исключением короткого царствования Оттона III, перенёсшего свою резиденцию в Рим, ядром империи всегда оставалась Германия.
К правлению Конрада II (1024—1039), первого монарха Салической династии, относится формирование сословия мелких рыцарей (в том числе министериалов), чьи права император гарантировал в своём постановлении «Constitutio de feudis» 1036 года, которое легло в основу имперского ленного права. Мелкое и среднее рыцарство в дальнейшем стало одним из главных носителей тенденций интеграции в империи. Конрад II и его преемник Генрих III контролировали большую часть немецких региональных княжеств, самостоятельно назначая графов и герцогов, и полностью доминировали над территориальной аристократией и духовенством. Это позволило ввести в имперское право институт «Божьего мира» — запрещение междоусобных войн и военных конфликтов внутри империи.

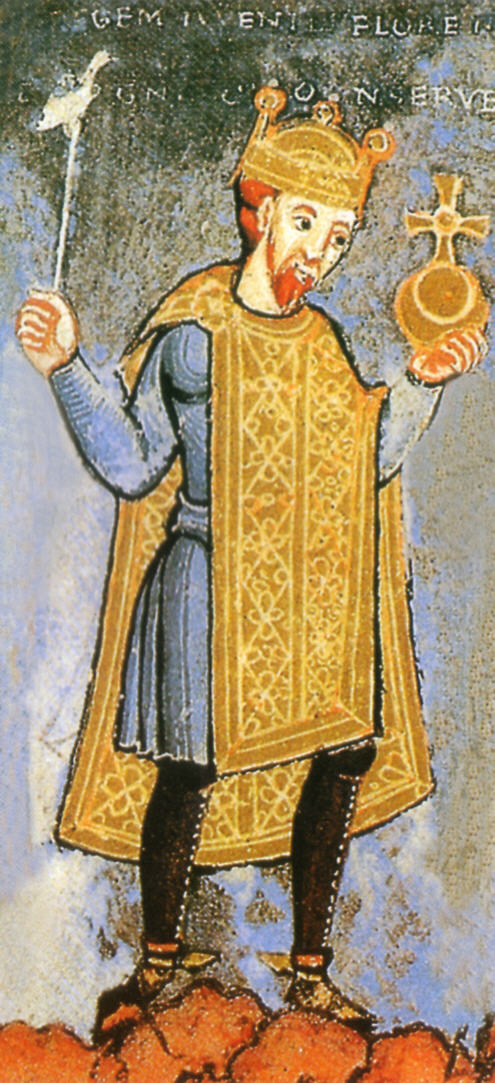
Король Германии и император Священной Римской империи Генрих III

Апогей имперской власти, достигнутый при Генрихе III, оказался недолговечным: уже в период несовершеннолетия Генриха IV (1056—1106) началось падение влияния императора. Это происходило на фоне подъёма клюнийского движения в церкви и развившихся из него идей григорианской реформы, утверждавших верховенство папы римского и полную независимость церковной власти от светской. Папа Римский Григорий VII попытался устранить возможность влияния императора на процесс замещения церковных должностей и осудил практику светской инвеституры. Однако Генрих IV решительно встал на защиту прерогатив императора, что повлекло длительную борьбу за инвеституру между германским императором и папой римским. В 1075 году назначение Генрихом IV епископа в Милан стало поводом для отлучения императора Григорием VII от церкви и освобождения подданных от присяги верности. Под давлением немецких князей император был вынужден в 1077 году совершить покаянное «хождение в Каноссу» и умолять папу о прощении. Борьба за инвеституру завершилась лишь в 1122 году подписанием Вормсского конкордата, который закрепил компромисс между светской и духовной властью: выборы епископов должны были происходить свободно и без симонии, однако светская инвеститура на земельные владения, а тем самым и возможность императорского влияния на назначение епископов и аббатов, сохранялась. В целом, борьба за инвеституру существенно ослабила контроль императора над церковью, вывела папство из имперской зависимости и способствовала подъёму влияния территориальных светских и духовных князей.

#### Эпоха Гогенштауфенов

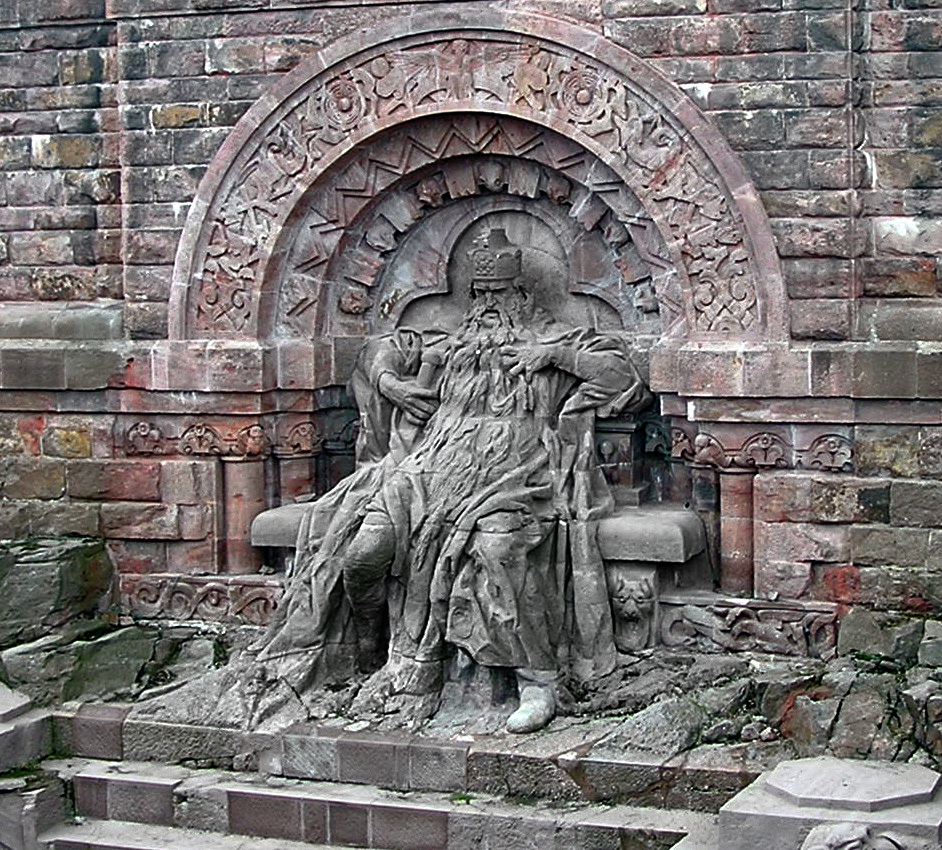
Памятник Фридриху Барбароссе на горе Кифхойзер

Во второй четверти XII века в центре политической жизни империи оказалось соперничество между двумя крупными княжескими родами Германии — Гогенштауфенами и Вельфами. Первые доминировали в юго-западной Германии (Швабия, Эльзас) и Франконии. Вельфы были правителями Баварии, Саксонии, Тосканы и, наряду с Альбрехтом Медведем, развивали экспансию в направлении славянских земель Мекленбурга, Поморья и Поэльбья. В 1138 году германским императором был избран Конрад III Гогенштауфен, однако вооружённое противостояние Вельфов и Гогенштауфенов продолжалось практически на всём протяжении его правления.
После смерти Конрада III в 1152 году императором стал его племянник Фридрих I Барбаросса, царствование которого стало периодом значительного усиления центральной власти в Германии и, по мнению многих историков, вершиной могущества Священной Римской империи. Главным направлением политики Фридриха I стало восстановление императорской власти в Италии. Фридрих совершил шесть походов в саму Италию, во время первого из которых был коронован в Риме императорской короной. На Ронкальском сейме 1158 года была предпринята попытка юридического оформления всевластия императора в Италии и Германии. Усиление императора на Апеннинском полуострове вызвало сопротивление как папы римского Александра III и Сицилийского королевства, так и североитальянских городских коммун, которые в 1167 году объединились в Ломбардскую лигу. Ломбардской лиге удалось организовать эффективный отпор планам Фридриха I в отношении Италии и в 1176 году нанести сокрушительное поражение имперским войскам в битве при Леньяно, что вынудило императора в 1187 году признать автономию городов. В самой Германии позиции императора значительно укрепились, благодаря разделу владений Вельфов в 1181 году и формированию достаточно крупного домена Гогенштауфенов. В конце жизни Фридрих I отправился в Третий крестовый поход, во время которого и погиб в 1190 году.
Сыну и преемнику Фридриха Барбароссы Генриху VI в серии военных операций удалось ещё более расширить территориальное могущество императора, подчинив Сицилийское королевство, располагавшееся на острове Сицилия и юге Апеннинского полуострова. Именно в этом государстве Гогенштауфены смогли создать централизованную наследственную монархию с сильной королевской властью и развитой бюрократической системой, тогда как в собственно немецких землях усиление региональных князей не позволило закрепить самодержавную систему правления и обеспечить передачу императорского престола по наследству. После смерти Генриха VI в 1198 году было избрано сразу два римских короля: Филипп Швабский Штауфен и Оттон IV Брауншвейгский Вельф, что привело к междоусобной войне в Германии.

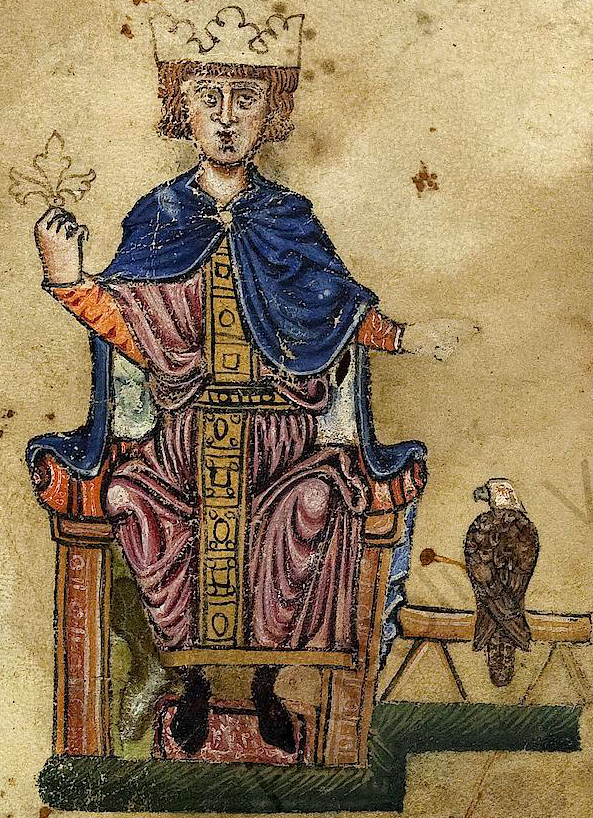
Император Фридрих II

В 1220 году германским императором был коронован Фридрих II Гогенштауфен, сын Генриха VI и король Сицилии, который возобновил политику Гогенштауфенов по установлению имперского господства в Италии. Он пошёл на жёсткий конфликт с папой римским Гонорием Третьим, был отлучён от церкви и объявлен антихристом, но тем не менее предпринял крестовый поход в Палестину и был избран королём Иерусалима. В правление Фридриха II в Италии развернулась борьба гвельфов, сторонников папы римского, и гибеллинов, поддерживавших императора, развивавшаяся с переменным успехом, но в целом достаточно удачно для Фридриха II: его войска контролировали большую часть Северной Италии, Тоскану и Романью, не говоря о наследственных владениях императора в Южной Италии. Сосредоточенность на итальянской политике, однако, вынудила Фридриха II пойти на существенные уступки немецким князьям. Соглашением с князьями церкви 1220 года и Постановлением в пользу князей 1232 года за епископами и светскими князьями Германии были признаны суверенные права в рамках территории их владений. Эти документы стали правовой основой для формирования в составе империи полунезависимых наследственных княжеств и расширения влияния региональных правителей в ущерб прерогативам императора.

Священная Римская империя в 1250 году

#### Кризис позднего Средневековья

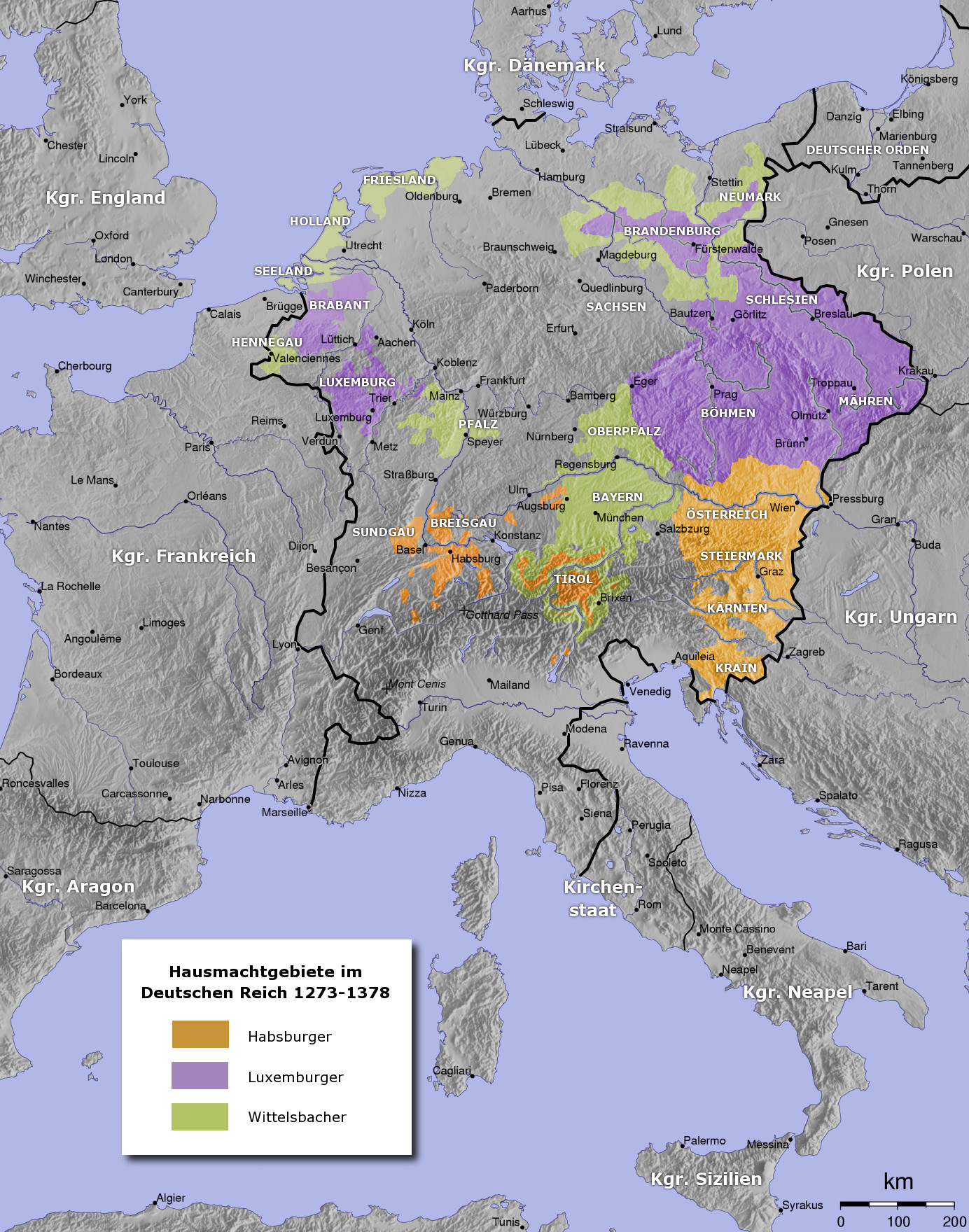
Священная Римская империя в XIV веке и владения правящих династий (Люксембурги, Виттельсбахи, Габсбурги)

После прекращения династии Гогенштауфенов в 1250 году в Священной Римской империи начался длительный период междуцарствия (1254—1273). На германском королевском троне оказались два монарха — король Кастилии Альфонсо Мудрый и граф Ричард Корнуолльский. Но и после его преодоления и вступления на престол в 1273 году графа Рудольфа I Габсбурга значение центральной власти продолжало падать, а роль правителей региональных княжеств — возрастать. Хотя монархи и предпринимали попытки восстановить былое могущество империи, на первый план вышли династические интересы: избранные короли прежде всего старались максимально расширить владения своих семей: Габсбурги закрепились в Австрийском герцогстве, Люксембурги — в Богемии, Моравии и Силезии, Виттельсбахи — в Бранденбургском маркграфстве, графствах Голландия и Геннегау. Именно в позднее Средневековье принцип выборности императора приобрёл реальное воплощение: на протяжении второй половины XIII — конца XV веков император действительно выбирался из нескольких кандидатов, а попытки передачи власти по наследству обычно не имели успеха. Резко возросло влияние крупных территориальных князей на политику империи, причём семь наиболее могущественных князей присвоили себе исключительное право избрания и смещения императора. Это сопровождалось укреплением среднего и мелкого дворянства, распадом императорского домена Гогенштауфенов и ростом феодальных усобиц.
В то же время в Италии окончательно восторжествовал гвельфизм, и империя лишилась влияния на Апеннинском полуострове. На западных рубежах усилилась Франция, которой удалось вывести из-под влияния императора земли бывшего Бургундского королевства. Некоторое оживление имперской идеи в период правления Генриха VII Люксембурга, совершившего в 1310—1313 годах экспедицию в Италию и впервые после Фридриха II короновавшегося императорской короной в Риме, было, однако, недолговечным: начиная с конца XIII века, Священная Римская империя всё более ограничивалась исключительно немецкими землями, превращаясь в национальное государственное образование немецкого народа. Параллельно шёл также процесс освобождения имперских учреждений из-под власти папства: в период Авиньонского пленения пап роль римского папы в Европе резко снизилась, что позволило германскому королю Людвигу IV Баварскому, а вслед за ним и крупным региональным немецким князьям, выйти из подчинения римскому престолу.

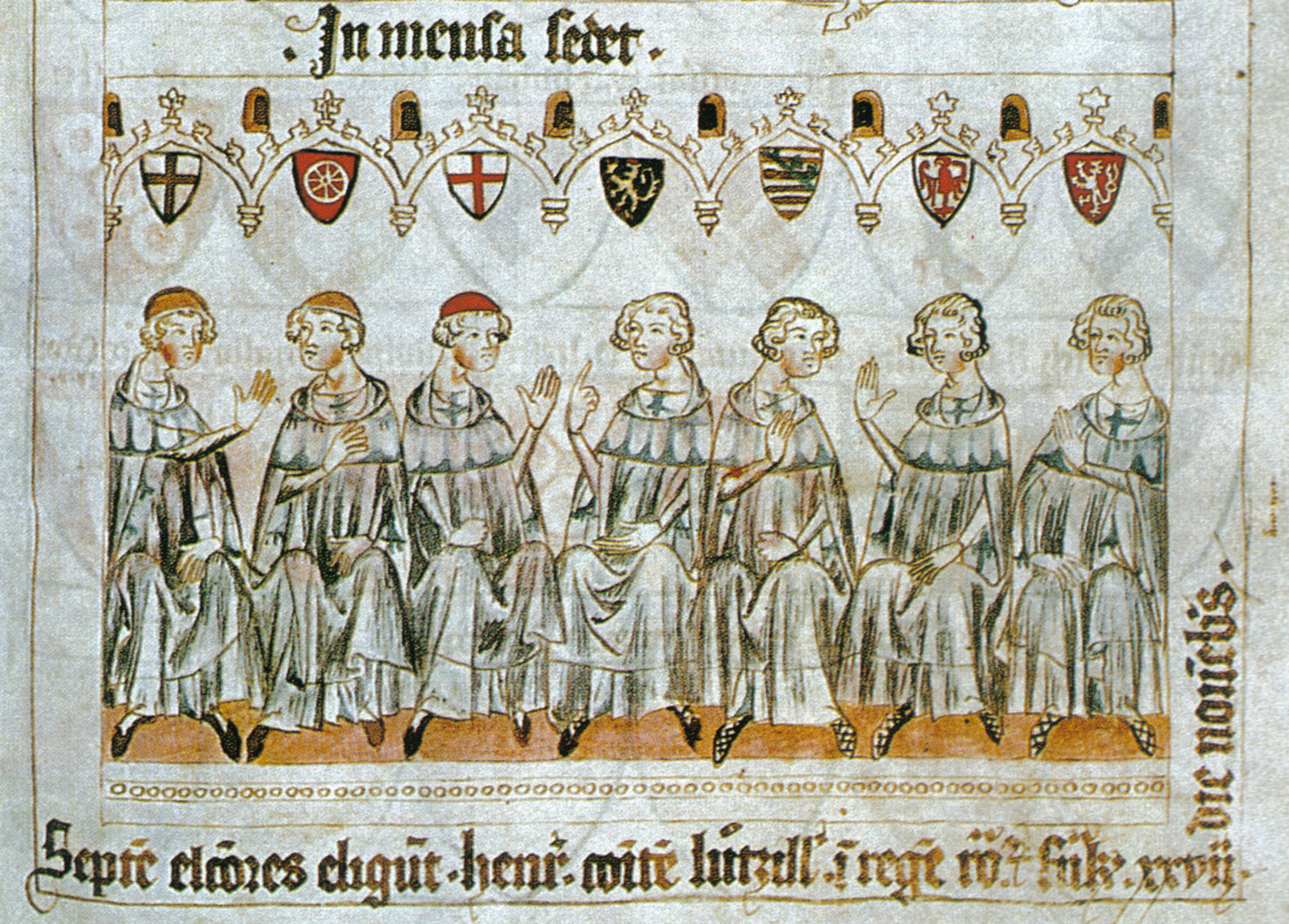
Курфюрсты, избирающие императором Генриха VII Люксембургского, с гербами родовых владений, слева направо: архиепископы Кёльна, Майнца и Трира, пфальцграф Рейнский, герцог Саксонии, маркграф Бранденбурга, король Богемии

Поддержание престижа и сохранение возможности проведения независимой политики в условиях укрепления региональных княжеств и усиления соседних держав императорам XIV века позволяла опора на собственные наследственные владения: Австрийское герцогство и верхнешвабские земли при императорах из дома Габсбургов, Баварию и Пфальц при Людвиге IV и владения Чешской короны при Люксембургах. В этом отношении показательно царствование короля Богемии Карла IV (1346—1378), в период правления которого центр империи переместился в Прагу. Карлу IV удалось провести важную реформу конституционного устройства империи: Золотой буллой императора 1356 года была учреждена коллегия курфюрстов из 7 членов, в состав которой вошли архиепископы Кёльна, Майнца, Трира, сам король Чехии, курфюрст Пфальца, герцог Саксонии и маркграф Бранденбурга. Члены коллегии курфюрстов получили исключительное право избрания императора и фактически определять направления политики империи, за курфюрстами было также признано право внутреннего суверенитета, что закрепило раздробленность немецких государств. В то же время было устранено всякое влияние папы на выборы императора.
Кризисные настроения в империи усилились после страшной эпидемии чумы 1347—1350 годов, приведшей к резкому падению численности населения и нанёсшей ощутимый удар по экономике Германии. В то же время вторая половина XIV века ознаменовалась подъёмом северонемецкого союза торговых городов под названием Ганза, которая превратилась в важный фактор международной политики и приобрела значительное влияние в скандинавских государствах, Англии и Прибалтике. В южной Германии города также превратились во влиятельную политическую силу, выступившую против князей и рыцарей, однако в серии военных конфликтов конца XIV века Швабский и Рейнский союзы городов потерпели поражение от войск имперских князей.

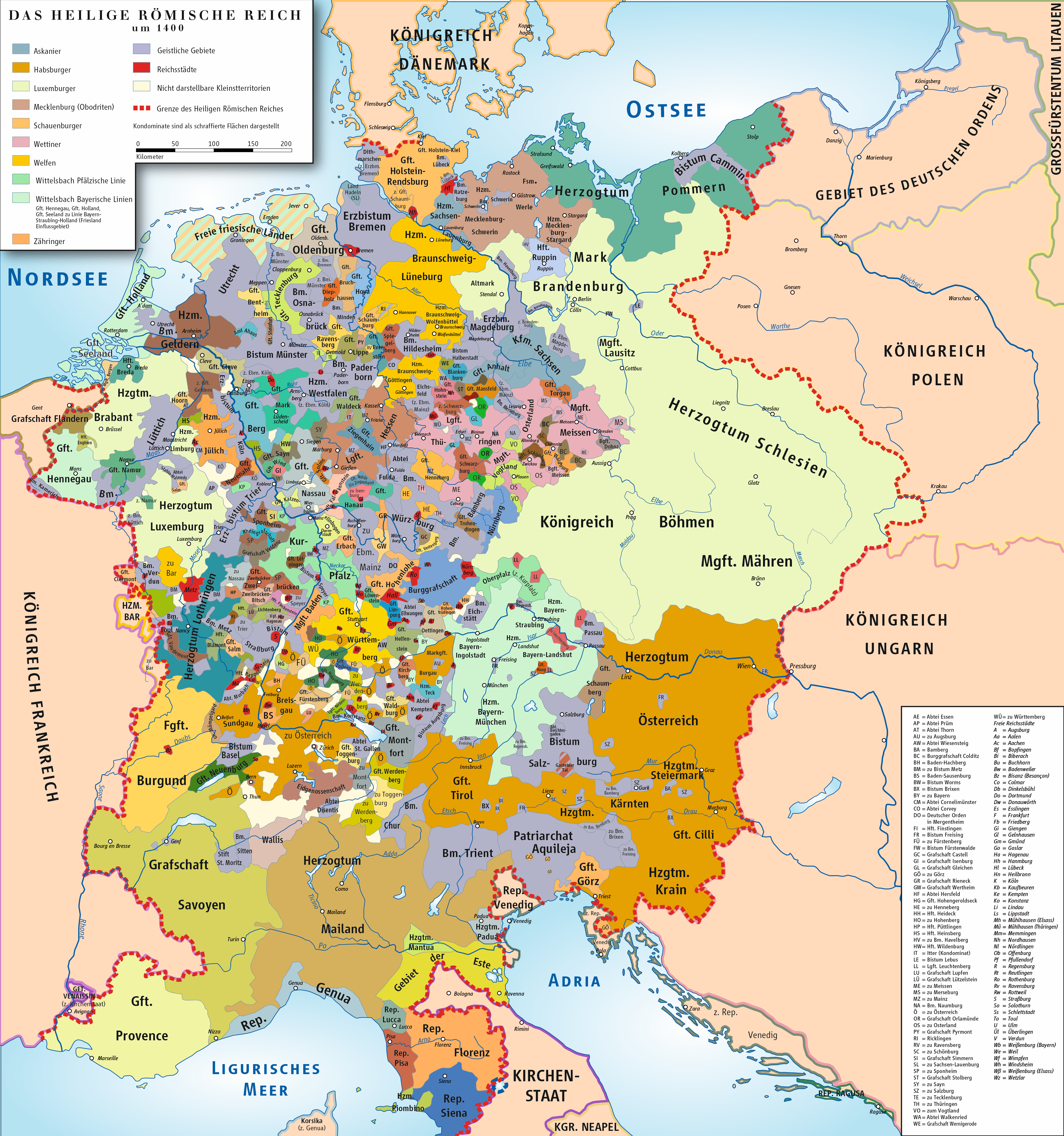
Священная Римская империя ок. 1400 года

В начале XV века резко обострились церковно-политические проблемы в условиях Раскола католической церкви и подъёма конциларистского движения. Функцию защитника церкви взял на себя император Сигизмунд Люксембургский, которому удалось восстановить единство римской церкви и престиж императора в Европе. Однако в самой империи пришлось вести длительную борьбу с гуситской ересью, охватившей земли чешской короны, а попытка императора найти опору в городах и имперских рыцарях (программа «Третьей Германии») провалилась из-за острых разногласий между этими сословиями. Также не удалось положить конец вооружённым конфликтам между субъектами империи.
После смерти Сигизмунда в 1437 году на престоле Священной Римской империи установилась династия Габсбургов, представители которой, за одним исключением, продолжали царствовать в империи до её роспуска. К концу XV века империя находилась в глубоком кризисе, вызванном несоответствием её институтов требованиям времени, развалом военной и финансовой организации и фактическим освобождением региональных княжеств от власти императора. В княжествах началось формирование собственного аппарата управления, военной, судебной и налоговой систем, возникли сословные представительные органы власти (ландтаги). Фридрих III (1440—1493) был втянут в затяжные и малоуспешные войны с Венгрией, в то время как на других направлениях европейской политики влияние императора стремилось к нулю. В то же время падение влияния императора в империи способствовало более активному вовлечению имперских сословий в процессы управления и формированию всеимперского представительного органа — рейхстага.

#### Социально-экономическое развитие
Территории, входящие в состав Священной Римской империи в Средние века, резко отличались друг от друга по населению, языку и уровню социально-экономического развития. В Германии в X—XI веках господствовало пахотное земледелие, площадь сельскохозяйственных угодий неуклонно увеличивалась за счёт массированного освоения пустошей и лесов. Базовой хозяйственной единицей являлся свободный или полузависимый крестьянин, владеющий своим наделом на праве наследственной собственности. Процессы феодализации не были завершены: стройная феодальная иерархия не сложилась, а при поддержке императоров сформировался достаточно широкий слой мелких и средних рыцарей и министериалов, слабо зависящих от территориальных князей. Особое влияние как в Германии, так и в Италии имело высшее духовенство: епископы и аббаты сближались по статусу с территориальными князьями, обладали развитым административным аппаратом и контролировали обширные области империи. Закрепощение крестьянства происходило несколько медленнее, чем во Франции или в Англии. В Италии прогресс хозяйства, по сравнению с Германией, был более значительным. Здесь быстрее развивалось сельское хозяйство, для которого было характерно многообразие форм крестьянского землевладения, однако главным двигателем экономики стали города, превратившиеся уже к XII веку в крупные торгово-ремесленные центры, специализирующиеся, прежде всего, на ткачестве, сукноделии и посреднической торговле. Светская знать в Италии была достаточно слабой и быстро уступила ведущие позиции епископам и вальвассорам, а с развитием коммунального движения — городскому патрициату. Оживление торговли распространилось также и на немецкие области, прежде всего на города вдоль Рейна и Мааса, а также Гарц, где уже с 920-х годов велась активная добыча серебра. В результате развития городов в Германии в XI—XII веке началось формирование сословия бюргерства сеньориальных и свободных имперских городов, однако в отличие от Франции и Англии союз горожан с центральной властью практически не сложился.
В XII—XIII веках произошло оформление сословной иерархии в империи, прежде всего слоя князей, ставших наследственными правителями региональных княжеств, чьё влияние неуклонно усиливалось и входило в противоречие с централизаторской политикой императоров из дома Гогенштауфенов, а также сословий мелких имперских рыцарей, министериалов и бюргерства вольных городов, превратившихся в главную опору имперской власти. Темпы развития торговли в Германии значительно ускорились, что привело к массовому возникновению и бурному росту существующих городских центров. Многим городам удалось выйти из-под власти феодалов и добиться внутренней автономии. Однако уровень благосостояния и независимости немецких свободных городов по-прежнему значительно отставал от развития городских коммун Италии, которые в этот период превратились в фактически независимые государственные образования, ставшие европейскими центрами морской торговли, ремесла и финансовых операций. Богатство итальянских городов стало одной из главных причин непрекращающейся борьбы за усиление власти императора в Северной и Средней Италии в XII—XIII веках. В сельском хозяйстве рост продуктивности земледелия вёл, с одной стороны, к усилению эксплуатации крестьян и постепенному переходу к денежной ренте, а с другой, способствовал колонизации немецкими земледельцами слабозаселённых земель на востоке — Силезии, Богемии, Поморья и Прибалтики. Аграрная колонизация этих территорий сопровождалась основанием городов на немецком городском праве, а также экспансией феодалов, возглавляемой немецкими рыцарскими орденами (Тевтонский орден в Пруссии, Орден меченосцев в Прибалтике), в результате чего германское влияние на востоке расширилось до современной Эстонии (орденские государства в Прибалтике, однако, юридически не входили в состав империи).
В позднее Средневековье, после потери империей итальянских земель, на первый план в экономическом развитии вышли ганзейские города Северной Германии, сосредоточившие в своих руках торговлю между Скандинавией, Англией, Нидерландами, Прибалтикой и Новгородской вечевой республикой, а также текстильные центры Нидерландов (Антверпен, Мехелен, Брюссель) и Южной Германии (Швабия). Неуклонно увеличивалось значение добычи и обработки металлов (Саксония, Чехия, Тироль, Нюрнберг), причём контроль над горнорудными и металлургическими предприятиями перешёл к крупному купеческому капиталу (Фуггеры и др.). Одним из крупнейших финансовых центров Европы стал Аугсбург. Эпидемия «Чёрной смерти» 1348—1350 годов, в результате которой в некоторых регионах численность населения упала более чем в два раза, положила конец немецкой аграрной колонизации в восточном направлении и способствовала оттоку производительных сил из деревни в города. В сельском хозяйстве рост спроса на хлеб привёл к повышению товарности зернового производства в Северной Германии, что сопровождалось укрупнением крестьянских держаний на западе и ростом вотчинного хозяйства на востоке страны. В Южной Германии, где основное значение имели огородничество и животноводство и господствовало мелкое крестьянское хозяйство, началось активное наступление феодалов на крестьян, что проявлялось в увеличении барщины и натуральных повинностей, сгонах крестьян с земли и захвате общинных угодий. Следствием этого стало обострение социальных проблем, проявившееся в ряде крестьянских восстаний (гуситские войны, движение «Башмака»).

### Империя нового времени

#### Имперская реформа

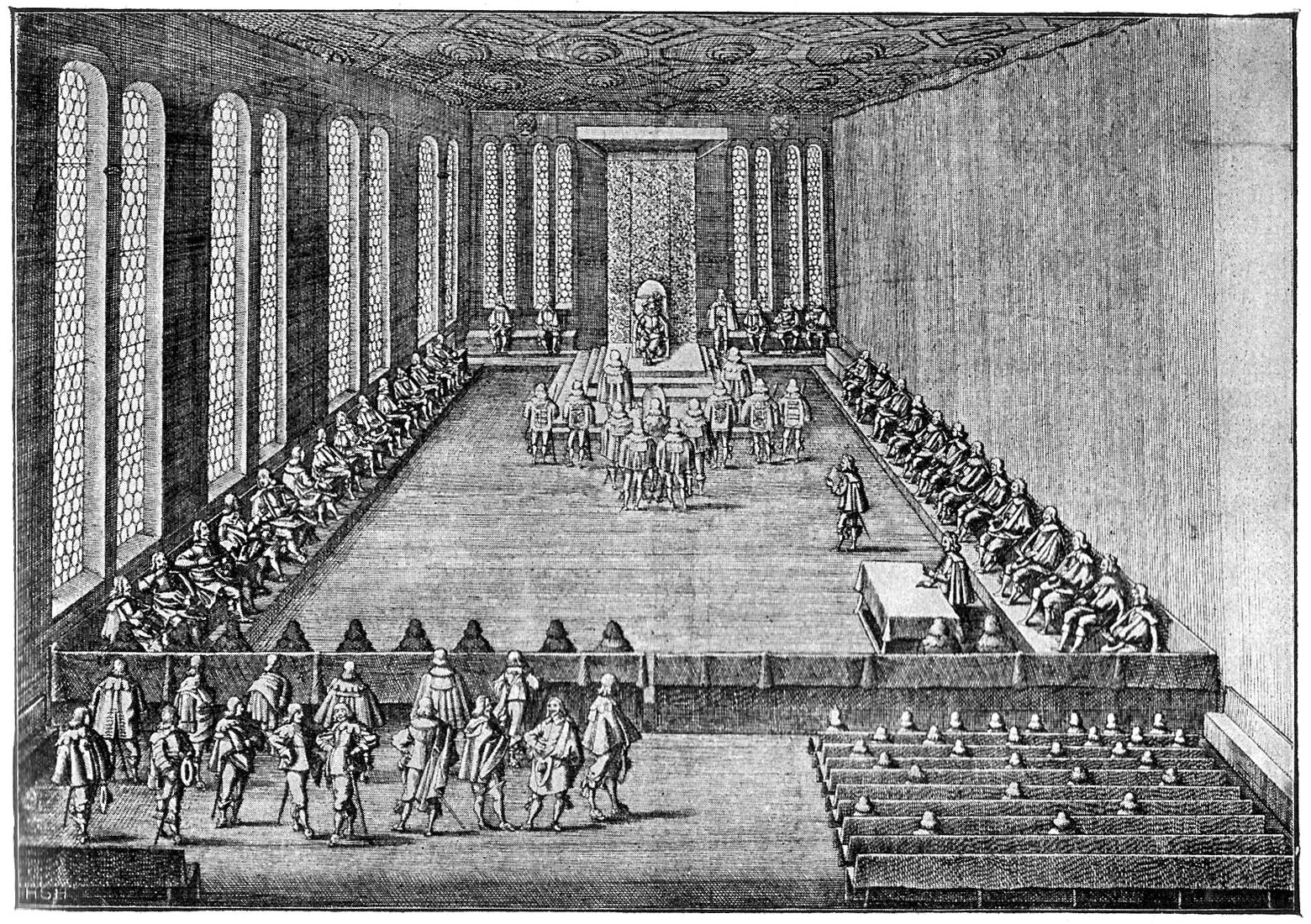
Заседание рейхстага, учреждённого в рамках имперской реформы. Гравюра Маттиаса Мериана, XVII век

К моменту смерти императора Фридриха III (1493) система управления империей находилась в глубоком кризисе: в Германии существовало несколько сотен государственных образований различного уровня независимости и с различным финансовым и военным потенциалом, а рычаги влияния императора на князей империи оказались устаревшими и неэффективными. Крупные княжества вели фактически самостоятельную внешнюю политику, одновременно стремясь подчинить соседние владения рыцарей и имперские города, составлявшие основу вооружённых сил и бюджета империи.
В 1495 году правитель Австрии Максимилиан I созвал в Вормсе всеобщий рейхстаг Священной Римской империи, на утверждение которого он представил проект реформы государственного управления империи. В результате обсуждения была принята так называемая «Имперская реформа». Германия была разделена на шесть имперских округов (в 1512 году к ним были добавлены ещё четыре). Органом управления округа стало окружное собрание, в котором имели право участвовать все государственные образования на территории округа: светские и духовные княжества, имперские рыцари и вольные города. Каждое государственное образование имело один голос (в некоторых округах это обеспечивало преобладание имперских рыцарей, мелких княжеств и городов, которые составляли главную опору императора). Округа решали вопросы военного строительства, организации обороны, набора армии, а также распределения и взимания имперских налогов. Рейхстагу, органу, представлявшему сословия, передавалась законодательная функция. Состав рейхстага не зависел от воли императора, результаты обсуждения вопросов в рейхстаге передавались последнему с тем, чтобы он обеспечивал исполнение решений. Огромное значение имело также создание Высшего имперского суда — верховного органа судебной власти Германии, ставшего одним из главных инструментов влияния императора на территориальных князей и механизмом проведения единой политики во всех государственных образованиях империи.

Имперские округа в начале XVI века

Однако попытки Максимилиана углубить реформирование империи и создать единые органы исполнительной власти, а также единую имперскую армию провалились: князья империи выступили резко против и не позволили провести через рейхстаг эти предложения императора. Более того, имперские сословия отказались финансировать итальянские кампании Максимилиана I, что резко ослабило позиции императора на международной арене и в самой империи. Осознавая институциональную слабость императорской власти в Германии, Максимилиан I продолжил политику своих предшественников по обособлению Австрийской монархии от империи: опираясь на «Privilegium Maius» 1453 года, Максимилиан I в качестве эрцгерцога Австрии отказался участвовать в финансировании имперских учреждений, не позволял взимать на австрийских землях имперские налоги. Австрийские герцогства не участвовали в работе имперского рейхстага и других общих органов. Австрия фактически была поставлена вне империи, её независимость была расширена. Практически вся политика Максимилиана I проводилась, прежде всего, в интересах Австрии и династии Габсбургов, а лишь во вторую очередь — Германии.

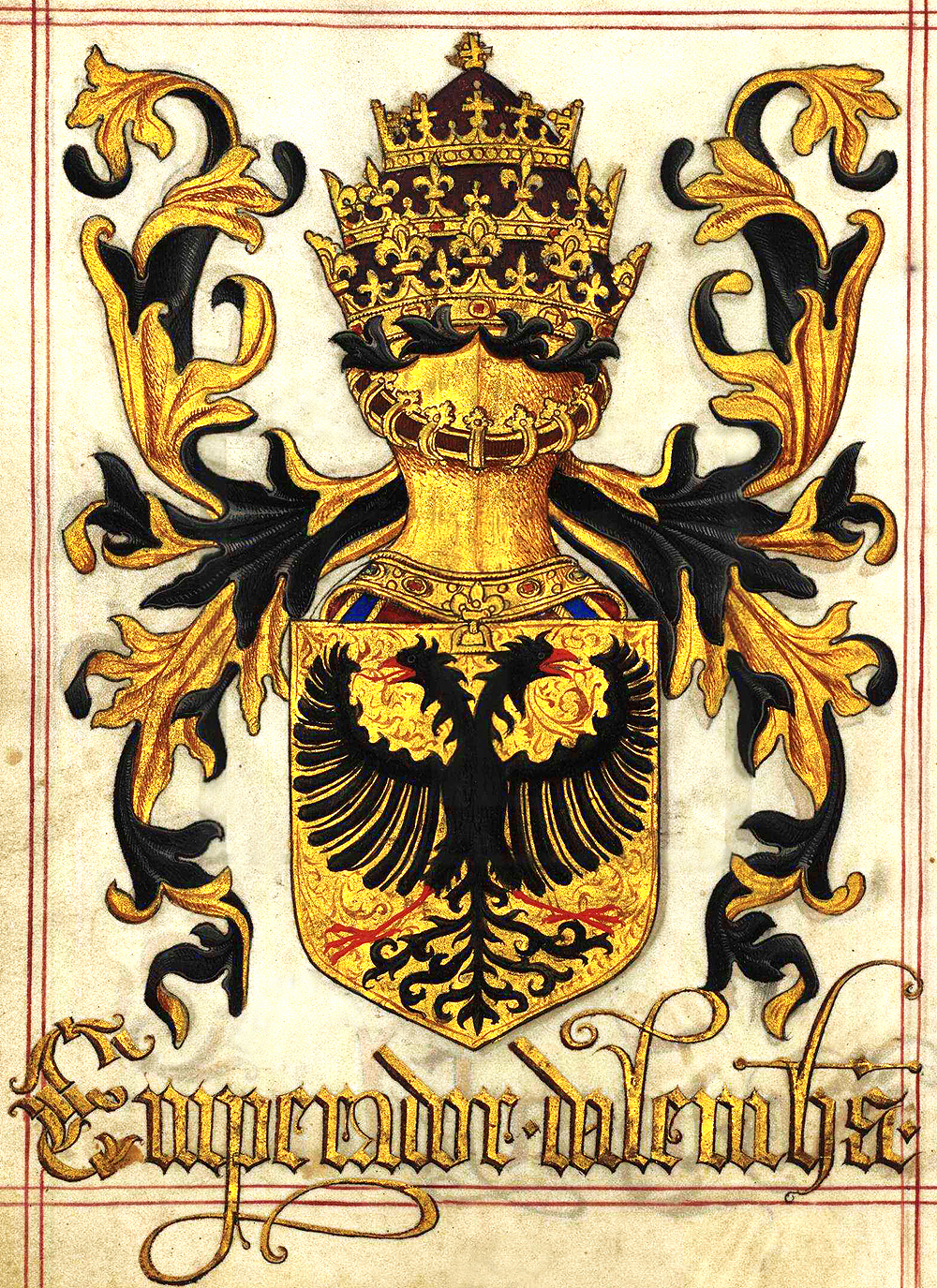
Герб Священной Римской империи из «Книги главного оружейника», Португалия, 1509 год

Большое значение для конституции Священной Римской империи имел также отказ от принципа необходимости коронации императора папой римским для легитимизации его прав на титул императора. В 1508 году Римский король (избранный, но ещё не коронованный император) Максимилиан I попытался совершить экспедицию в город Рим для своей коронации, однако не был пропущен венецианцами, контролировавшими пути из Германии в Италию. 4 февраля 1508 года на праздничной церемонии в Триенте он был провозглашён германским императором. Папа Юлий II, которому Максимилиан I был крайне необходим для создания широкой коалиции против Венеции, разрешил ему пользоваться титулом «избранного императора». В дальнейшем преемники Максимилиана I (кроме Карла V) уже не стремились к коронации, а в имперское право вошло положение, что само избрание германского короля курфюрстами делает его императором.
Реформы Максимилиана I были продолжены его внуком Карлом V. В результате Рейхстаг превратился в периодически созываемый орган законодательной власти, ставший центром осуществления имперской политики, к участию в управлении империей были привлечены, в разной степени, основные социальные группы страны (курфюрсты, имперские князья, имперские рыцари, горожане), между которыми сформировался устойчивый баланс власти. В основу взаимодействия государственных образований внутри империи был положен принцип «земского мира» — возведённый в ранг закона запрет использования военных способов разрешения конфликтов между субъектами империи. Наконец была разработана система финансирования общеимперских расходов, которая хотя и давала сбои из-за нежелания курфюрстов вносить свою долю в общий бюджет, всё-таки давала императорам возможность вести активную внешнюю политику и позволила отразить турецкую угрозу в начале XVI века. При Карле V был утверждён единый уголовный кодекс для всей империи — «Constitutio Criminalis Carolina».
В результате преобразований конца XV — начала XVI века империя приобрела организованную государственно-правовую систему, позволившую ей сосуществовать и успешно конкурировать с национальными государствами нового времени. Хотя не все органы новой империи работали достаточно эффективно, они позволяли поддерживать единство и относительное спокойствие в Германии. Реформы, однако, не были завершены, и империя до конца своего существования продолжала оставаться совокупностью старых и новых институтов и не приобрела атрибутов единого государства.
Формирование новой модели организации Священной Римской империи сопровождалось ослаблением выборного принципа избрания императора. Начиная с 1439 года на престоле империи установилась династия Габсбургов — наиболее сильный в территориальном плане немецкий род. Обширные владения Габсбургов вне империи (в числе их наследственных земель были Чехия, Моравия, Силезия, Венгрия, Хорватия и Испания) резко расширили экономическую базу императора и позволили закрепить за династией Габсбургов имперскую корону. Столицей Германии фактически стала Вена, в которой располагался двор императора и подчинённые ему органы управления. Смещение центра власти в империи на юго-восточную периферию имело фундаментальное значение для судеб страны в период нового времени.

#### Реформация

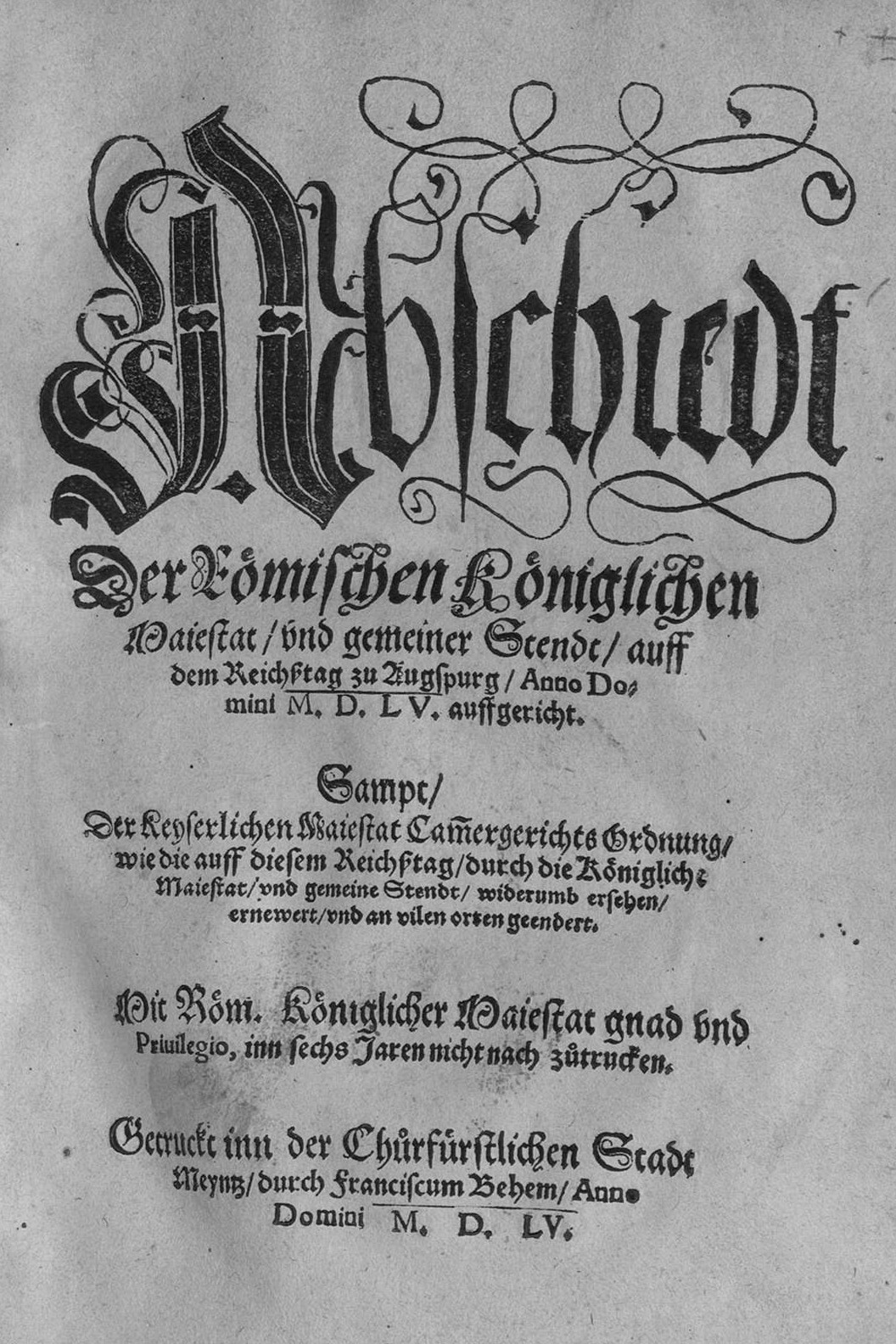
Титульный лист первого издания текста Аугсбургского религиозного мира. Майнц, 1555 год

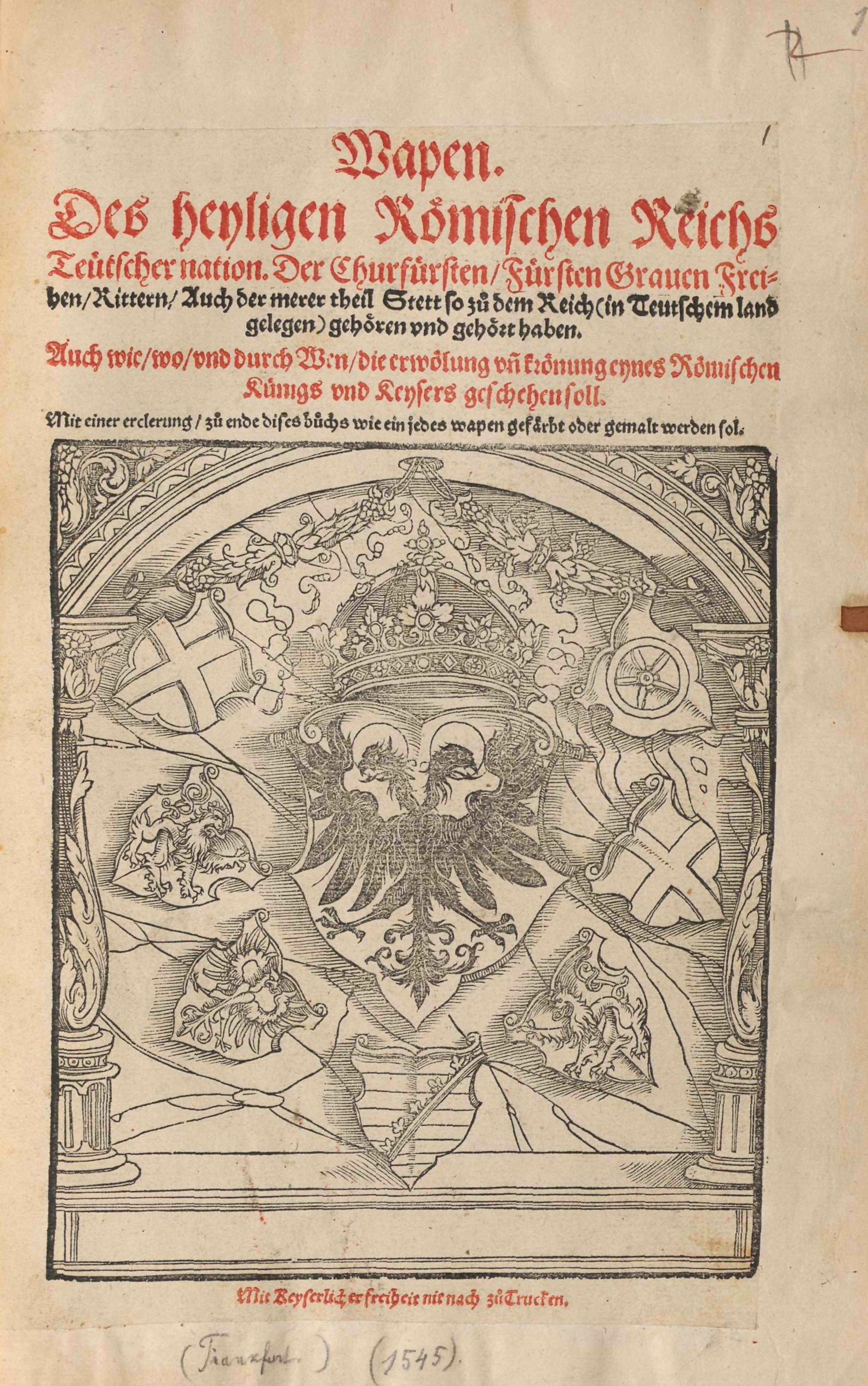
Герб Священной Римской империи германской нации и курфюршеств: Кёльн, Богемия, Бранденбург, Саксония, Пфальц, Трир, Майнц, гравёр, 1545 год

В результате начавшейся в 1517 году Реформации империя оказалась расколотой на лютеранский север и католический юг. Протестантство в первой половине XVI века приняли многие крупные княжества (Саксония, Бранденбург, Курпфальц, Брауншвейг-Люнебург, Гессен, Вюртемберг), а также важнейшие имперские города — Страсбург, Франкфурт, Нюрнберг, Гамбург, Любек. Католическими остались церковные курфюршества Рейна, Брауншвейг-Вольфенбюттель, Бавария, Австрия, Лотарингия, Аугсбург, Зальцбург и некоторые другие государства. Конфессиональный раскол империи в условиях возрождения претензий на гегемонию в Европе императора Карла V (Итальянские войны), а также проводимой им политики централизации имперских институтов привёл к обострению внутреннего положения Германии и нарастанию конфликта между сословиями империи и императором. Нерешённость церковного вопроса и провал попыток императора достичь компромисса по теологическим вопросам на Аугсбургском рейхстаге 1530 года вызвал оформление двух политических союзов в Германии — протестантского Шмалькальденского и католического Нюрнбергского. Их противостояние вылилось в Шмалькальденскую войну 1546—1547 годов, потрясшую конституционные основы империи. Хотя Карл V одержал победу в войне, вскоре против него сплотились все основные политические силы империи, недовольные универсализмом политики Карла, желавшего создать «всемирную империю» на основе своих немецких, австрийских и испанских владений, и непоследовательностью в решении церковных вопросов. В 1555 году на рейхстаге в Аугсбурге был заключён Аугсбургский религиозный мир, который признал лютеранство в качестве легитимной религии и гарантировал свободу вероисповедания для имперских сословий, по принципу cujus regio, ejus religio. Карл V отказался подписать это соглашение и вскоре сложил с себя полномочия императора.
Аугсбургский религиозный мир позволил преодолеть кризис, вызванный Реформацией, и восстановить работоспособность имперских институтов. Хотя конфессиональный раскол сохранился, политически империя обрела единство. На протяжении последующего полувека католические и протестантские субъекты империи достаточно эффективно сотрудничали в органах управления, что позволяло поддерживать в Германии мир и социальное спокойствие.

#### Конфессиональная эпоха и Тридцатилетняя война
См. также: Тридцатилетняя война

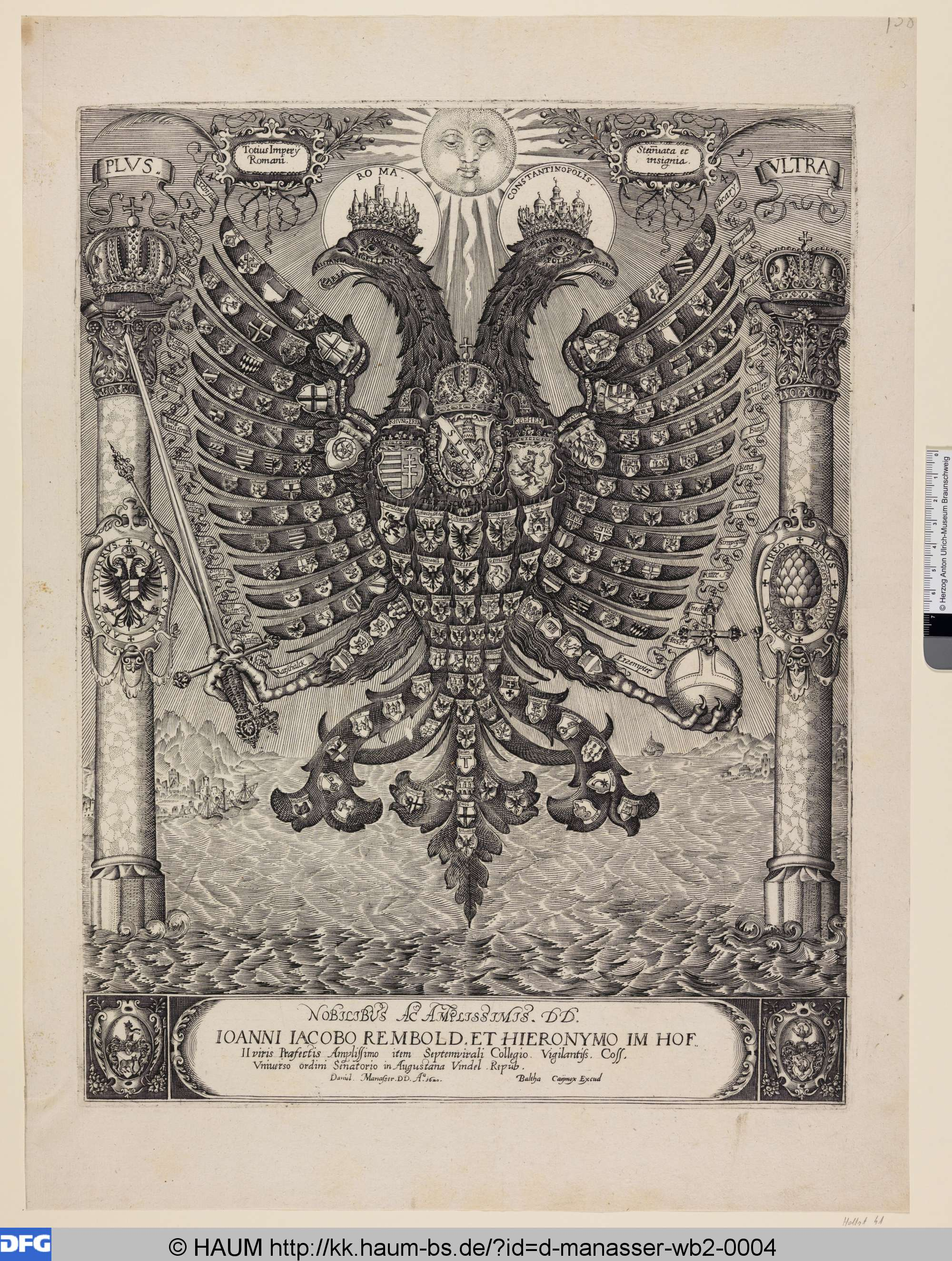
, который аллегорически представляет империю, изображая гербы всех земель, работы Даниела Манассера, 1620 год

Отречение Карла V и раздел владений Габсбургов в 1556 году, в результате которого Испания, Фландрия и Италия достались его сыну Филиппу II, а австрийские земли и пост императора — брату Фердинанду I, также способствовали стабилизации положения в империи, так как устранили опасность прихода к власти бескомпромиссного католика Филиппа II. Фердинанд I, один из авторов Аугсбургского религиозного мира и последовательный проводник курса на укрепление империи через тесный союз с князьями и повышение эффективности функционирования имперских учреждений, по праву считается фактическим основателем империи нового времени. Преемник Фердинанда I император Максимилиан II сам симпатизировал протестантству, и в период своего правления (1564—1576) ему удавалось, опираясь на имперских князей обеих конфессий, поддерживать в империи территориальный и религиозный порядок, решая возникающие конфликты при помощи исключительно правовых механизмов империи. Главными тенденциями развития во второй половине XVI — начале XVII веков стали догматическое и организационное оформление и обособление трёх конфессий — католицизма, лютеранства и кальвинизма, и связанная с этим конфессионализация всех аспектов социальной и политической жизни немецких государств. В современной историографии этот период получил название «Конфессиональная эпоха».
К концу XVI века, однако, наметились деструктивные тенденции, заложенные в половинчатости условий Аугсбургского мира. Они были связаны, прежде всего, с территориально-политическим расширением радикального кальвинизма (Курпфальц, Нидерланды, Гессен-Кассель, Ангальт, Баден-Дурлах), враждебно встреченного как лютеранами, так и католиками, а также с набиравшей силу после завершения Тридентского собора Контрреформацией. Под воздействием последней началось преследование протестантов в австрийских землях и некоторых имперских городах, к католическому вероисповеданию вернулись многие церковные княжества и города западной и южной Германии, а также Баден-Баден и Пфальц-Нойбург. Кроме того, оформление под воздействием процессов конфессионализации организационных структур немецких княжеств и начало формирования государств современного типа входили в противоречие с сохранявшимися имперскими институтами. Уже в 1588 году работа Имперского суда была парализована, с начала XVII века из-за конфликтов между конфессиями потерял работоспособность имперский рейхстаг.

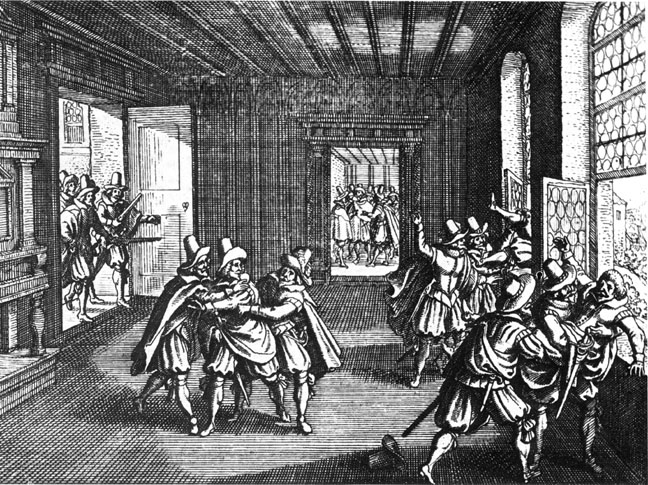
Пражская дефенестация 1618 года

Положение императора Рудольфа II было серьёзно подорвано конфликтами внутри Габсбургского дома, неудачами в австро-турецкой войне 1593—1606 годов и вспыхнувшим в Венгрии восстанием Иштвана Бочкаи. В 1608 году безумный Рудольф II был вынужден отказаться от Австрии, Венгрии и Моравии, оставив за собой лишь императорский титул и Чехию, которой он предоставил широкую внутреннюю автономию (Грамота Величества, 1609), благоприятствующую развитию радикальных протестантских течений и обострению конфессионального конфликта. Ослабление императорской власти и развал правительственных институтов привёл к формированию альтернативных структур: протестантские князья в 1608 году организовали Евангелическую унию, а католики в 1609 году учредили Католическую лигу. Противостояние между конфессиями неуклонно углублялось, пока в 1618 году в Праге не вспыхнуло восстание против нового императора и короля Чехии Фердинанда II. Мятеж был поддержан Евангелической унией, в конфликт включились представители обоих конфессиональных лагерей Германии, а затем и иностранные государства, в результате чего началась Тридцатилетняя война.
Первоначально успех в войне сопутствовал императору. В 1621 году Фридрих V, курфюрст Пфальца и лидер Евангелической унии, был лишён своих владений и титула курфюрста, который был передан Максимилиану I, герцогу Баварии, главе Католической лиги. Разгром датских войск в 1625—1626 годах войсками Валленштейна и Тилли дал возможность императору предпринять попытку политического переустройства империи. Реституционный эдикт 6 мая 1629 года отменял секуляризацию протестантами двенадцати епископств и архиепископств и около двухсот монастырей, а также гарантии прав протестантских меньшинств в католических церковных землях. В результате реализации положений эдикта преобладание в империи перешло к католической партии, что вызвало резкий отпор как со стороны протестантских субъектов империи, обратившихся за помощью к Швеции и Франции, так и со стороны католических курфюрстов, недовольных ущемлением императором их прав на участие в управлении Германией. Это привело к эскалации конфликта. Фердинанд II был вынужден распустить армию Валленштейна, а в 1630 году на территорию империи вторглась шведская армия короля Густава II Адольфа, которая разгромила войска Католической лиги и за несколько лет оккупировала северную часть Германии. Более того, в 1633 году был создан Гейльброннский союз протестантских княжеств империи под руководством Швеции, что означало демонтаж имперских институтов в Северной Германии и угрожало распадом империи. Однако в 1634 году испано-имперской армии удалось нанести сокрушительное поражение шведам в сражении при Нёрдлингене и перейти в наступление. В мае 1635 года между протестантскими и католическими субъектами империи был заключён Пражский мир, в соответствии с которым упразднялись все союзные объединения на территории Германии, в том числе Католическая лига и Гейльброннский союз, введение в действие Реституционного эдикта откладывалось на сорок лет, а все немецкие князья, независимо от конфессиональной принадлежности, обязывались объединить свои военные контингенты с армией империи для совместной борьбы со шведами. Вновь сложился союз ведущих немецких государств (в том числе Саксонии, Бранденбурга и Баварии) с императором, дезинтеграционные процессы были остановлены.
В стороне от Пражского мира остались радикальные кальвинистские княжества во главе с Гессен-Касселем. В то же время, консолидация империи сильно обеспокоила Францию. В мае 1635 года Франция вступила в войну на стороне шведов. Первоначально империи удавалось сдерживать франко-шведское наступление, однако в 1639 году произошёл перелом — французы прорвались в Швабию, а Пражская система начала распадаться: в 1640 году из войны вышел Бранденбург, в 1642 году была разгромлена Саксония. В 1645 году начались мирные переговоры между императором, Францией, Испанией и Швецией при активном участии имперских сословий в Мюнстере и Оснабрюке. Их ход определялся развитием военных действий: в 1647 году капитулировала Бавария, в 1648 году шведы захватили часть Праги, а Испания была вынуждена признать независимость Нидерландов. В октябре 1648 года был заключён Вестфальский мир, положивший конец Тридцатилетней войне и кардинальным образом преобразовавший Священную Римскую империю.

#### Вестфальский мир

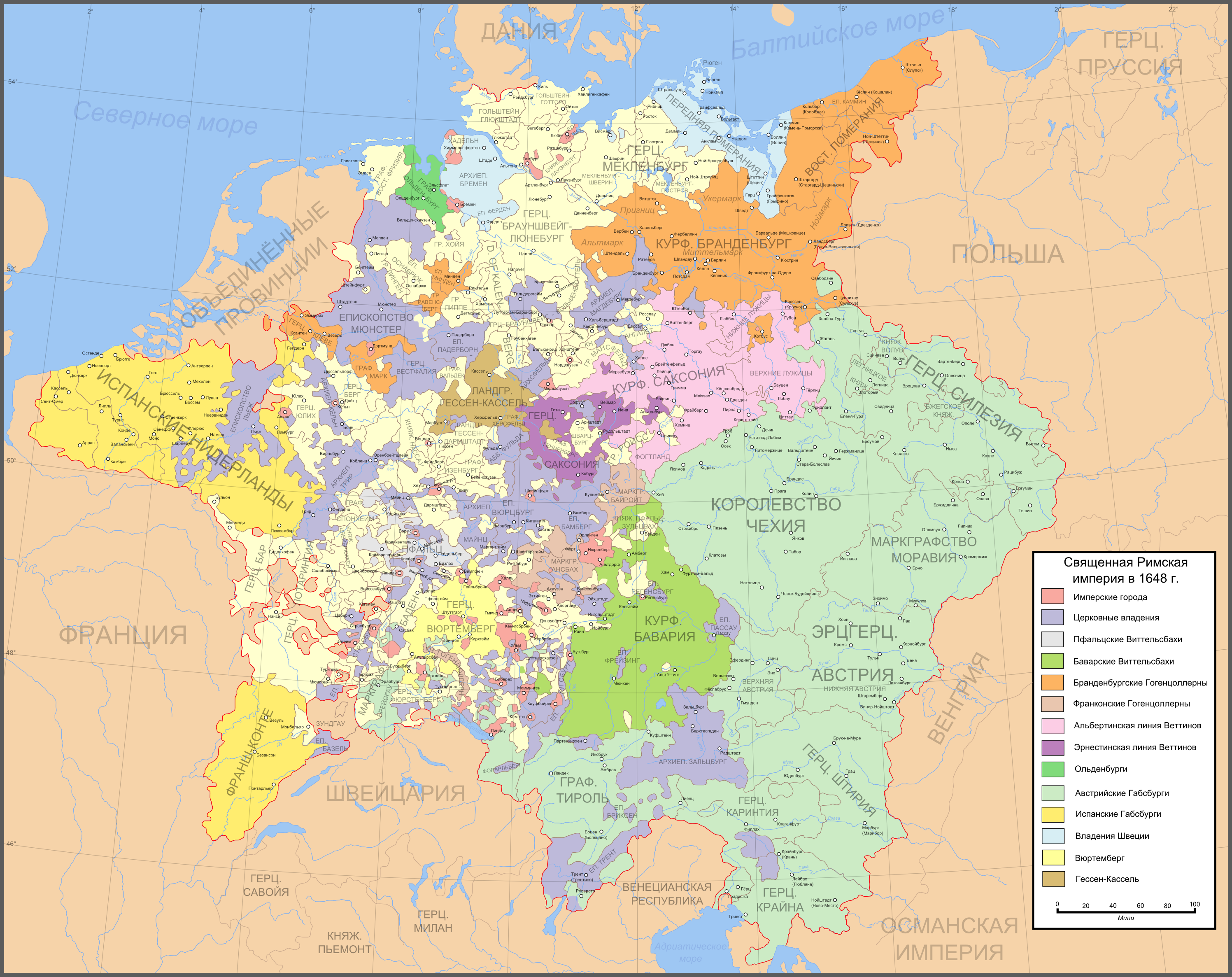
Священная Римская империя после Вестфальского мира 1648 года

Условия Вестфальского мирного договора имели фундаментальное значение для Священной Римской империи. В территориальном плане договор закрепил утрату империей Швейцарского союза и Нидерландов, которые были признаны независимыми государствами. В самой империи значительные земли попали под власть иностранных держав: Швеция получила Переднюю Померанию и земли бывших епископств Бремена и Фердена, Франция — бо́льшую часть Эльзаса, Брейзах и Филиппсбург. Была также подтверждена секуляризация церковных земель в Северной Германии. В конфессиональном плане было признано равенство на территории империи католической, лютеранской и кальвинистской церквей, закреплено право свободы перехода из одной религии в другую для имперских сословий и гарантировались свобода вероисповедания для религиозных меньшинств и право на эмиграцию. При этом были строго зафиксированы конфессиональные границы и установлено, что переход правителя княжества в другую религию не должен был сопровождаться изменением конфессии его подданных. В организационном плане Вестфальский мир принёс кардинальную реформу порядка функционирования органов власти империи: религиозные проблемы были отделены от административно-правовых вопросов и для их решения в рейхстаге и имперском суде был введён принцип конфессионального паритета: каждой конфессии предоставлялось равное количество голосов, что восстановило эффективность работы рейхстага и суда. Вестфальский мир также перераспределял полномочия между властными институтами внутри империи: текущие вопросы, в том числе законодательство, судебная система, налогообложение, ратификация мирных договоров, были переданы в компетенцию рейхстага, который становился постоянно действующим органом. Это существенным образом меняло баланс сил между императором и сословиями в пользу последних. В то же время, хотя официально признавались и закреплялись права и привилегии сословий («территориальное право сословий», имперские чины не превращались в носителей государственного суверенитета: имперские княжества оставались лишёнными ряда атрибутов современного независимого государства и не могли заключать международные договоры, входящие в противоречие с интересами императора или империи.
До конца XX века Вестфальский мир оценивался большинством историков как договор, закрепивший национальный и религиозный раскол Германии, резко ограничивший прерогативы императора в пользу территориальных княжеств и предопределивший последующий упадок и распад империи. Последствия Вестфальского мира для Германии рассматривались как победа партикуляризма над центростремительными силами короны и полное освобождение князей от власти императора, повлёкшее политическую раздробленность империи. По выражению крупного немецкого историка конца XX века Фолькера Пресса, «тенденции Вестфальского мира превращали империю в Империю князей, среди которых император в будущем был бы не более чем „первым среди равных“». Положительным моментом, по мнению учёных, являлось лишь изживание конфессионального правосознания и зарождение современного международного права, основанного на суверенитете государств и не зависящего от религиозной принадлежности субъектов права.
В последнее время, однако, происходит переосмысление роли Вестфальского мира для судеб империи. Особое внимание уделяется восстановлению базовых структур империи, пришедших в упадок во время Тридцатилетней войны, и, прежде всего, всесословного рейхстага, который превратился в центр интеграционных процессов и опору всей имперской конструкции. Современные историки уже не рассматривают Вестфальский договор как однозначное торжество сепаратизма и крах имперского единоначалия. Наоборот, «сохранившееся правовое пространство открывало императору путь к возвращению в империю»; играя на противоречиях сословий и пользуясь принципом конфессионального паритета, император смог выступать в качестве нейтральной, сплачивающей империю стороны. Имперские сословия не добились суверенитета и остались в правовом поле империи, ценность которой только повысилась. Вестфальский мир в определённом смысле рассматривается как развитие и совершенствование принципов, заложенных имперской реформой 1495 года и Аугсбургским договором 1555 года. Мир не принёс ни раздробленности, ни княжеского абсолютизма, а способствовал национальному сплочению немецкого народа и закреплял положение status quo, препятствуя аннексии малых владений и деспотическим формам правления. Вестфальский мир не делал империю аморфной, но гарантировал ей дальнейшую жизнь в сложившейся форме.

#### Империя во второй половине XVII — середине XVIII веков

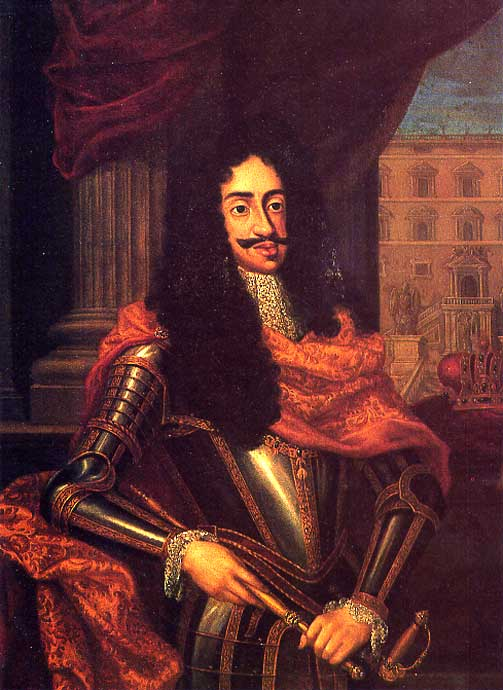
Император Леопольд I

Поражение в Тридцатилетней войне лишило империю ведущей роли на европейской политической сцене, которая перешла к Франции. Новый германский император Леопольд I, продолжая традиционную политику поддержки Испании, одновременно начал сближаться с Англией и Нидерландами в совместной борьбе против Франции. Агрессия Людовика XIV привела к отторжению от империи Франш-Конте и всего Эльзаса, однако в войне Аугсбургской лиги (1688—1697) благодаря активным действиям союзников в Нидерландах удалось оказать отпор дальнейшему продвижению французов в направлении прирейнских земель. Война за испанское наследство (1701—1714) стала реваншем Габсбургов за Тридцатилетнюю войну: французская гегемония в Западной Европе рухнула, Южные Нидерланды, Неаполь и Милан перешли под власть австрийских Габсбургов. На северном направлении сложилось партнёрство Габсбургов, Речи Посполитой, Ганновера и Бранденбург-Пруссии в противостоянии Швеции, в результате чего после Голландской войны (1672—1678) и Второй Северной войны (1700—1721) шведское доминирование в балтийском регионе подошло к концу, а большинство её владений на территории империи (Передняя Померания, Бремен и Ферден) были поделены между Бранденбургом и Ганновером. Главного успеха Габсбурги добились на юго-восточном направлении: в серии военных кампаний против Османской империи последней четверти XVII века были освобождены Восточная Венгрия, Трансильвания и северная Сербия, вошедшие в состав Габсбургской монархии, что резко подняло политический престиж и экономическую базу императоров. Войны с Францией и Турцией конца XVII — начала XVIII веков вызвали возрождение имперского патриотизма и вновь превратили императорский престол в символ национальной общности немецкого народа.
Внутреннее состояние империи непосредственно после Тридцатилетней войны характеризовалось существенным ограничением возможностей для влияния императора: западнонемецкие княжества тесно блокировались с Францией, северные ориентировались на Швецию. Однако установление в Пфальц в 1685 году католической линии династии Виттельсбахов и экспансионистская политика бурбонской Франции позволили императору Леопольду I восстановить позиции на западе страны и сплотить вокруг имперского престола прирейнские государства. Главными союзниками императорского престола в этом регионе стали Курфюршества Пфальц, Гессен-Дармштадт, Майнц и имперские рыцари Вестфалии, Среднего Рейна и Швабии. В южном секторе Германии в конце XVII — начале XVIII веков полностью преобладала Бавария, курфюрст которой конкурировал по своему влиянию с самим императором. В северной части империи в условиях усиления Бранденбурга к более тесному союзу с Габсбургами перешла Саксония, правитель которой в 1697 году принял католичество, а также Ганновер, добившийся для себя девятого титула курфюрста в 1692 году. В процессы имперской интеграции был включён и Бранденбург: ориентация на императора стала основой политики «Великого курфюрста», а его сын в 1700 году получил согласие Леопольда I на принятие титула короля в Пруссии.

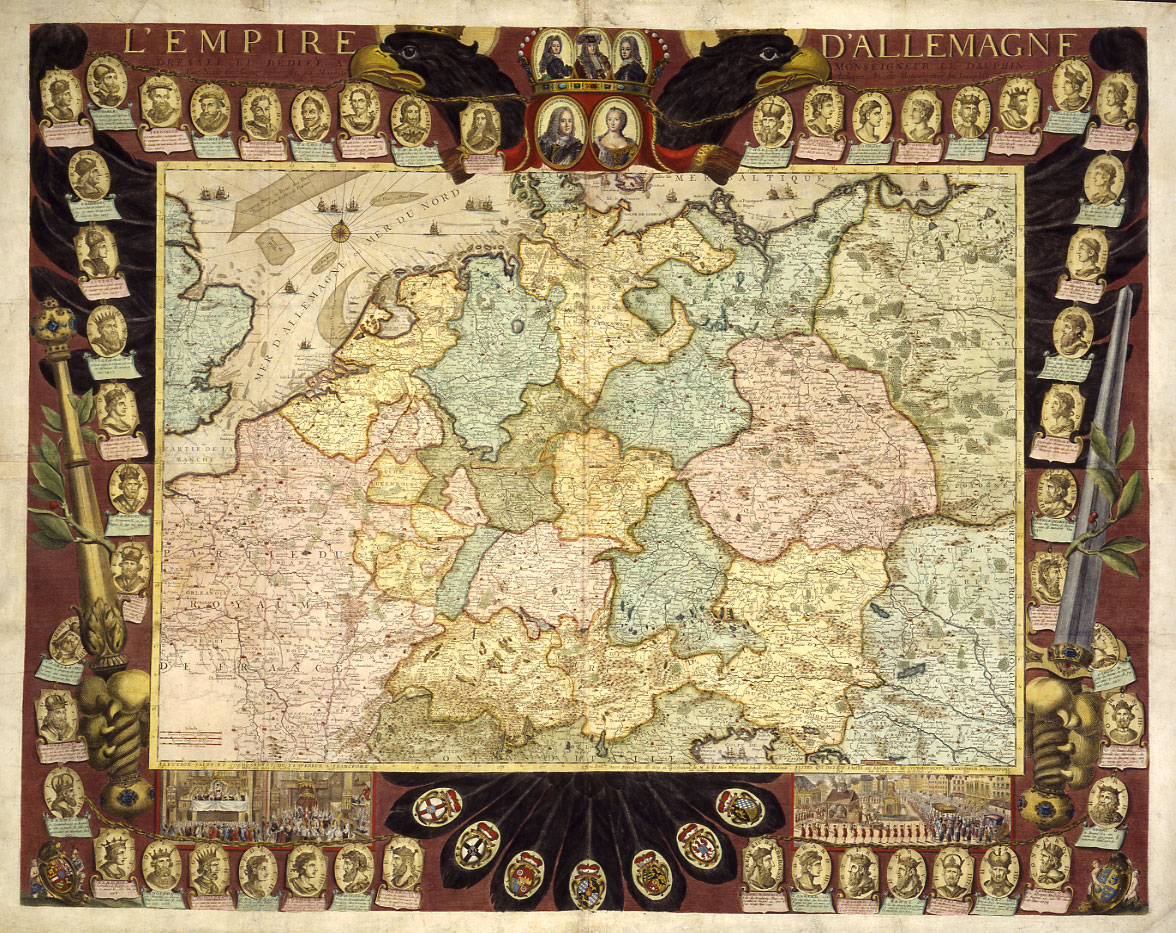
Священная Римская империя в 1705 году. Карта «Германская империя» работы Николя де Фера, 1770

Рейхстаг с 1662 года превратился в постоянно действующий орган, заседавший в Регенсбурге. Его работа отличалась достаточной эффективностью и способствовала сохранению единства империи. Активное участие в работе рейхстага принимал император Леопольд I, который последовательно проводил политику восстановления роли имперского престола и дальнейшую интеграцию сословий. Большую роль стала играть репрезентативная функция императорского двора в Вене, который превратился в центр притяжения дворян со всей Германии, а сам город — в главный центр имперского барокко. Укрепление позиций Габсбургов в наследственных землях, успешная политика династических браков и раздачи титулов и должностей также значительно способствовали подъёму влияния императора. В то же время процессы консолидации на имперском уровне накладывались на региональную интеграцию: в крупнейших немецких княжествах формировались собственный разветвлённый государственный аппарат, пышный княжеский двор, сплачивающий местное дворянство, и вооружённые силы, позволяющие курфюрстам проводить более независимую от императора политику. В период войн с Францией и Турцией значительно повысилась роль имперских округов, которые с 1681 года взяли на себя функцию набора армии, сбора имперских налогов и поддержания постоянных военных контингентов в империи. Позднее сложились ассоциации имперских округов, что позволило организовать более эффективную оборону имперских границ.
Укрепление императорской власти при преемниках Леопольда I привело к возрождению абсолютистских тенденций. Уже в период правления Иосифа I (1705—1711) имперские дела фактически перешли в ведение придворной австрийской канцелярии, а эрцканцлер и его ведомство были отстранены от участия в процессе принятии решений. Во время Войны за испанское наследство (1701—1714) вновь были заявлены претензии императоров на Северную и Среднюю Италию. Более решительно императоры стали вмешиваться и во внутренние дела немецких княжеств, что вызвало ответное сопротивление крупных субъектов империи и их отход от поддержки императора. При Карле VI (1711—1740) политика императора определялась, главным образом, его претензиями на испанский престол и проблемой наследования габсбургских земель (Прагматическая санкция, 1713 год), тогда как имперские проблемы оказались на периферии внимания. Это происходило в условиях роста могущества крупных субъектов империи (Баварии, Пруссии, Саксонии и Ганновера), которые стремились проводить собственную независимую политику в Европе, мало учитывая интересы империи и императора. Так, император был оттеснён от дележа бывших шведских владений в империи после Второй Северной войны, а в конфликте между католиками и протестантами Пфальца в 1719—1724 годах против императора резко выступила коалиция немецких евангелических государств во главе с Пруссией и Ганновером, что едва не спровоцировало военные столкновения. Для Карла VI большим успехом в имперской политике стало признание рейхстагом Прагматической санкции в 1732 году, хотя курфюрсты Баварии, Пфальца и Саксонии проголосовали против. В целом, к середине XVIII века единство империи оказалось существенно подорванным, крупные немецкие княжества практически вышли из-под контроля императора, тенденции дезинтеграции явно превалировали над слабыми попытками императора сохранить баланс власти в Германии.

#### Австро-прусское противостояние и упадок империи

Генеалогическое древо Габсбургов — императоров Священной Римской империи

Уже с конца XVII века в рамках Священной Римской империи начал проявляться антагонизм двух её наиболее влиятельных членов: Австрии и Пруссии. Австрийская монархия Габсбургов, завоевав Венгрию и получив после Войны за испанское наследство обширные владения в Италии и Нидерландах, всё более обособлялась от империи, хотя именно её правители занимали трон императора. Интересы Габсбургов лежали прежде всего в юго-восточном и южном направлениях, в то время как внутриимперским делам с начала XVIII века стало уделяться гораздо меньше внимания. Более того, успехи централизаторской политики в наследственных землях Габсбурги попытались перенести и на империю, что встретило резкую оппозицию имперских сословий. Значительная часть владений прусского короля также лежала вне территории империи, что позволяло ему действовать на европейской политической сцене в качестве независимого государя. Экономический подъём, создание при Фридрихе I и Фридрихе Вильгельме I эффективной бюрократической системы управления и формирование сильной армии выдвинули Пруссию на первый план среди германских государств, что повлекло обострение соперничества с Австрией. Пруссия фактически перестала принимать участие в общеимперских вопросах: на её территории не действовали нормы, охраняющие интересы сословий, не исполнялись решения имперского суда, армия не принимала участия в военных кампаниях императора, а работа Верхнесаксонского имперского округа была парализована. В результате усиливавшегося расхождения между фактической военно-политической мощью Пруссии и других крупных немецких княжеств и устаревшей имперской иерархией к середине XVIII века назрел острый системный кризис Священной Римской империи.
После смерти императора Карла VI в 1740 году и пресечения прямой мужской линии дома Габсбургов австро-прусское противостояние вылилось в открытую войну. Силезские войны (1740—1745) между прусским королём Фридрихом II и австрийской эрцгерцогиней Марией Терезией завершились поражением Австрии и потерей ею Силезии. Одновременно Австрия была вынуждена вести Войну за австрийское наследство (1740—1748) против франко-испано-баварской коалиции. В 1742 году Карл Альбрехт, курфюрст Баварии, был единогласно избран императором Священной Римской империи. Впервые за три столетия на престол Германии вступил не член дома Габсбургов. Некоторыми историками избрание Карла Альбрехта рассматривается как попытка имперских сословий найти новый политический путь для империи и перенести центр её тяжести с юго-восточной окраины в «старую Германию». Несмотря на попытки Карла VII упорядочить работу государственных органов империи, военные действия развивались для него неудачно: австрийцы несколько раз разоряли и захватывали Баварию, что нанесло сокрушительный удар по материальной базе императора.
После смерти Карла VII в 1745 году имперский престол вернулся к Габсбургам: императором был избран супруг Марии Терезии Франц I Лотарингский. Однако к этому времени империя уже находилась в глубоком кризисе. Попытки Габсбургов восстановить эффективность работы имперских структур и поставить их на службу интересам Австрии натолкнулись на решительное сопротивление княжеств во главе с Пруссией, которая взяла на себя роль защитника немецких свобод от «абсолютистских» притязаний Габсбургов. Франц I потерпел полный провал в попытке восстановить прерогативы императора в сфере ленного права и создать действенную имперскую армию. Хотя во время Семилетней войны (1756—1763) удалось добиться объявления рейхстагом имперской войны против Фридриха II, это произошло в значительной степени благодаря нажиму Франции на своих союзников в Германии и не привело к перелому в войне. Более того, в конце Семилетней войны немецкие княжества окончательно перестали повиноваться императору и самостоятельно заключали сепаратные перемирия с Пруссией. А во время войны за Баварское наследство 1778—1779 годов, когда император попытался силовыми методами закрепить за Габсбургами Баварию, имперские сословия, ведомые Пруссией, открыто выступили против императора.
Для самого императора корона Священной Римской империи неуклонно теряла собственную привлекательность, становясь лишь средством для укрепления Австрийской монархии и позиций Габсбургов в Европе. В то же время застывшая структура империи входила в противоречие с австрийскими интересами, любые попытки императоров осуществить какие-либо преобразования были обречены на провал из-за нежелания субъектов допустить усиления центральной власти и нарушить существующий баланс сил и власти. Особенно ярко это проявилось в период правления Иосифа II, который был вынужден практически уйти из империи, сосредоточившись на интересах Австрии. Этим успешно пользовалась Пруссия, выступавшая в роли защитника имперского порядка и стремившаяся взять на себя роль гаранта сохранения суверенных прав малых субъектов империи. В 1785 году под руководством Фридриха II был создан Союз немецких князей как альтернатива имперским институтам, контролируемым Габсбургами. Австро-прусское соперничество лишало остальные немецкие государства возможности оказывать хоть какое-нибудь влияние на внутриимперские дела и делало невозможным осуществление реформ в духе программы «Третьей Германии», ориентированной на защиту интересов малых и средних субъектов империи. Это вело к «усталости от империи» светских и церковных княжеств, рыцарей и вольных городов, которые исторически являлись главной опорой конструкции Священной Римской империи. Устойчивость империи была окончательно утрачена.

#### Социально-экономическое развитие
Культурные различия между городским патрициатом и цеховыми рабочими, а также между низшим дворянством и имперскими князьями, под влиянием идей Реформации вызвали в 1524—1525 годах массовое восстание в Швабии, Франконии, Тюрингии и Тироле, вошедшее в историю под названием Великой крестьянской войны. Поражение восстания и ухудшение аграрной конъюнктуры в XVI веке привело к усилению феодальной зависимости южно-немецкого крестьянства и распространению крепостничества на другие регионы Германии. Свободное крестьянство и общинные институты продолжали сохранять доминирующее значение лишь в Саксонии, Тюрингии, Фрисландии, Дитмаршене и некоторых областях Гессена. Если в Бранденбурге, Мекленбурге, Померании наблюдалось дальнейшее укрепление фольварочного хозяйства и увеличение барщинных повинностей, то на западе империи значительного ухудшения положения крестьянства не наблюдалось. Социальное противостояние между крестьянами и дворянством в XVI—XVII веках потеряло остроту, во многом благодаря фактору религиозной солидарности, развитию многообразных форм патронажа и судебных каналов защиты крестьянами своих интересов.
В развитии городов в XVI веке наметились стагнация бывших экономических лидеров (ганзейские города, Аугсбург, горные центры Саксонии) и переход лидерства к городам Центральной Германии во главе с Франкфуртом и Нюрнбергом. На смену купеческим банкирским домам Фуггеров и Вельзеров пришли банки Гамбурга, Нюрнберга и Лейпцига. Значительное усиление бюргерства в период Реформации сменилось к XVII веку полным доминированием дворянства в политической системе империи, оттеснением бюргерства от управления и его аноблированием. На уровне городов происходила олигархизация городских общин и укрепление всевластия патрициата в системе городского управления. Низшее дворянство постепенно переходило под эгиду имперских князей, а с развитием придворно-административного аппарата в княжествах включалось в политическую систему крупных государственных образований и теряло свою независимость.
Тридцатилетняя война нанесла тяжёлый удар по экономике и демографическому состоянию империи. Экспорт из Германии практически прекратился, ганзейские города и горные центры Саксонии пришли в упадок. В городах усилились стремления к переходу под покровительство территориальных князей, прекратила существование Ганза, окончательно закрепилось экономическое лидерство Франкфурта и Кёльна. Поместное и крестьянское хозяйства в XVII веке имели тенденцию консервации существующих порядков при умиротворении отношений между крестьянами и помещиками. В северо-восточной Германии в XVIII веке укрепилось доминирование крупного латифундийного помещичьего хозяйства, основанного на барщинном труде и ориентированного на рынок, тогда как в западных и юго-западных землях преобладала чиншевая система. Существенно оживилась в XVIII веке суконная и металлургическая промышленность прирейнских земель, Бранденбурга и Силезии, появились крупные централизованные мануфактуры, однако по темпам промышленного развития империя существенно отставала не только от Англии и Франции, но и от Швеции.

### Падение империи

#### Война с Францией и секуляризация 1803 года

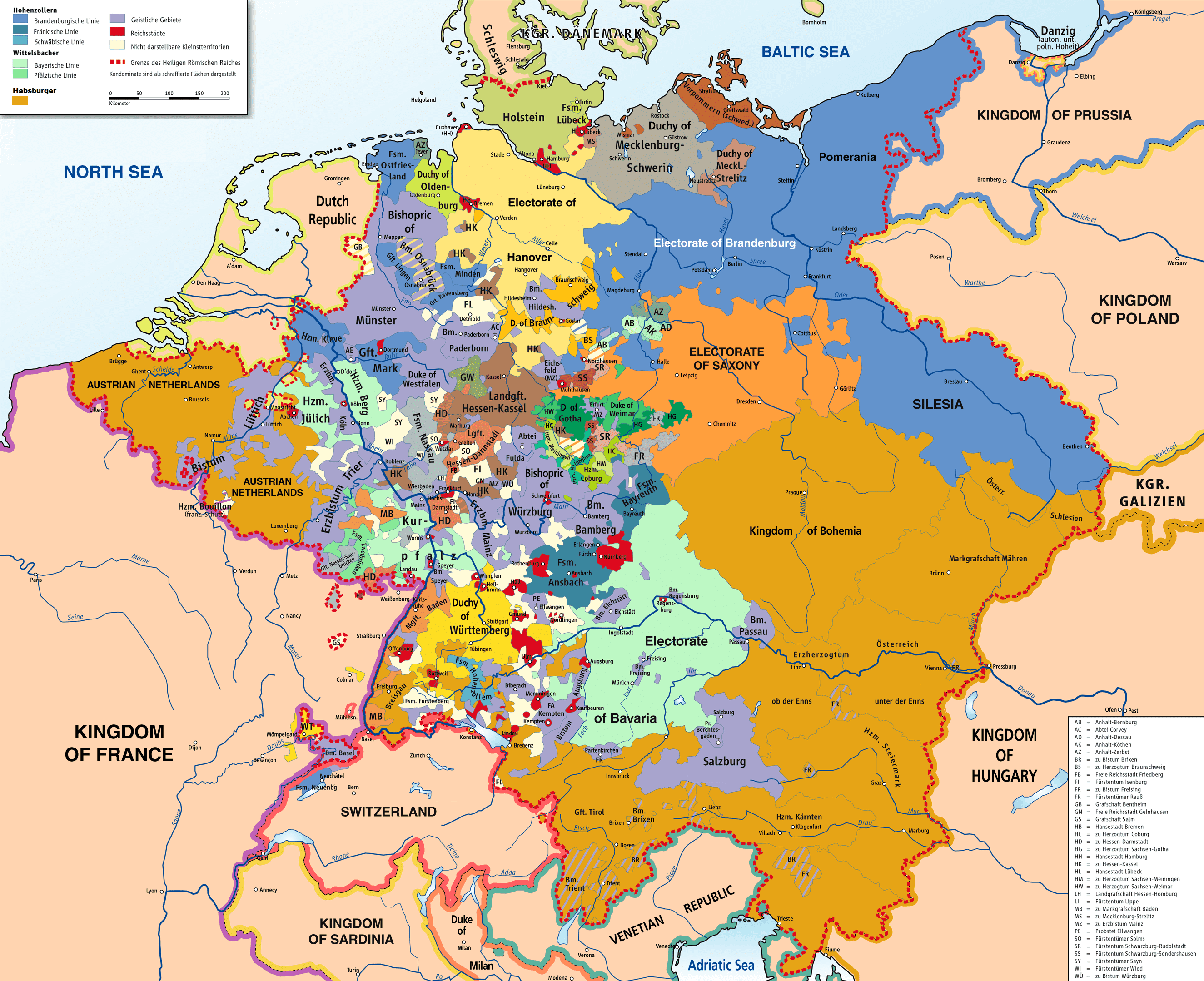
Священная Римская империя в 1789 году

Начавшаяся Великая Французская революция первоначально привела к консолидации империи. В 1790 году был заключён Райхенбахский союз между императором и Пруссией, на время прекративший австро-прусское противостояние, а в 1792 году подписана Пильницкая конвенция, по которой оба государства обязались оказать военную помощь французскому королю. Однако целями нового австрийского императора Франца II были не укрепление империи, а реализация внешнеполитических планов Габсбургов, расширение Австрийской монархии, в том числе за счёт немецких княжеств, и изгнание французов из Германии. Аналогичные стремления имел и прусский король. 23 марта 1793 года рейхстаг объявил имперскую войну Франции.
К этому времени левобережье Рейна и австрийские Нидерланды были оккупированы французами, а Франкфурт сожжён. Имперская армия была крайне слаба. Субъекты империи стремились как можно более ограничить участие их воинских контингентов в боевых действиях за пределами собственных земель, отказывались платить военные взносы и пытались как можно скорее добиться заключения сепаратного мира с Францией. Уже в 1794 году имперская коалиция начала распадаться. В 1795 году, заключив Базельский мир, из войны вышла Пруссия, за которой последовали северонемецкие государства, а в 1796 году — Баден и Вюртемберг. Австрийская армия, продолжавшая вести военные действия, терпела поражения на всех фронтах. Наконец, в 1797 году французская армия Наполеона Бонапарта вторглась из Италии на территорию наследственных владений Австрии.
18 октября 1797 года был заключён Кампоформийский мир. Император передавал Франции Бельгию и Ломбардию и соглашался на уступку левобережья Рейна, а взамен получил континентальные владения Венеции и право на увеличение австрийских владений в империи за счёт церковных княжеств юго-восточной Германии.
В 1798 году в Раштатте открылись мирные переговоры с Францией от имени империи, на которых началось обсуждение вопроса предоставления компенсаций бывшим правителям княжеств левого берега Рейна за счёт секуляризации церковных владений. Переговоры провалились, но вспыхнувшая в 1799 году война Второй коалиции (1799—1801 годы), в которой Австрия попыталась добиться реванша, завершилась полным поражением союзников.
Люневильским миром 1801 года была признана аннексия Францией левого берега Рейна, в том числе земель трёх духовных курфюрстов — Кёльна, Майнца и Трира. Решение вопроса о территориальном возмещении пострадавшим немецким князьям было вынесено на рассмотрение имперской депутации. После длительных переговоров под нажимом Франции и России и при фактическом игнорировании позиции императора был принят окончательный проект реорганизации империи, который и был утверждён 24 марта 1803 года.
«Заключительное постановление имперской депутации» 1803 года предусматривало кардинальную реорганизацию состава и структуры Священной Римской империи. Церковные владения на территории Германии были секуляризированы и большей частью вошли в состав крупных светских государств. Прекращали также своё существование в качестве субъектов имперского права почти все (за исключением шести) имперские города. Всего было упразднено, не считая аннексированных Францией земель, более 100 государственных образований в составе империи, а численность населения секуляризированных земель достигала трёх миллионов человек. Причём наибольшие приращения в отношении территории и численности населения получили французские сателлиты Баден, Вюртемберг и Бавария, а также Пруссия, под власть которой перешла большая часть владений церкви в Северной Германии. После завершения территориального размежевания к 1804 году в составе Священной Римской империи осталось около 130 государств, не считая владений имперских рыцарей.
Территориальные изменения повлекли радикальные изменения в составе рейхстага и коллегии курфюрстов. Были упразднены титулы трёх церковных курфюрстов, а вместо них курфюршеские права были предоставлены правителям Бадена, Вюртемберга, Гессен-Касселя и эрцканцлеру империи Карлу-Теодору фон Дальбергу. В результате в коллегии курфюрстов, а также в палате князей имперского рейхстага, большинство перешло к протестантам и сформировалась сильная профранцузская партия. Ликвидация вольных городов и церковных княжеств — традиционно основной опоры империи — привела к потере империей устойчивости и полному падению влияния императорского престола. Священная Римская империя окончательно превратилась в конгломерат фактически независимых государств и утратила перспективы своего выживания как единого политического образования.

#### Конец Священной Римской империи

Рейнский союз к 1808 году

Вероятность скорого краха империи или, по крайней мере, краха власти Габсбургов в Германии после Заключительного постановления имперской депутации 1803 года стала очевидной даже для самого императора Франца II. В 1804 году он принял титул императора Австрии, стремясь оставаться равным по рангу Наполеону, провозглашённому в том же году наследственным императором французов. Хотя акт принятия титула императора Австрии не нарушал напрямую имперскую конституцию, он свидетельствовал об осознании возможности потери Габсбургами престола Священной Римской империи. Опасность того, что римским императором будет избран Наполеон, стала реальной уже в 1804 году, когда последний посетил древнюю имперскую столицу Ахен и находящуюся там могилу Карла Великого. Идее принятия Наполеоном римской короны симпатизировал даже эрцканцлер империи Карл Теодор Дальберг.
Тем не менее, смертельный удар по Священной Римской империи нанёс не акт учреждения Австрийской империи, а война Третьей коалиции 1805 года. Армия Франца II была наголову разгромлена в сражении под Аустерлицем, а Вена захвачена французами. На стороне Наполеона в этой войне сражались войска Бадена, Баварии и Вюртемберга, что не вызвало никакой отрицательной реакции в империи. Франц II был вынужден заключить с Францией Пресбургский мир, согласно которому император не только отказывался в пользу Наполеона и его сателлитов от владений в Италии, Тироля, Форарльберга и Передней Австрии, но и признавал за правителями Баварии и Вюртемберга титулы королей, что юридически выводило эти государства из-под какой-либо власти императора и предоставляло им почти полный суверенитет. Австрия окончательно была оттеснена на периферию Германии, а империя превратилась в фикцию. Как подчёркивал Наполеон в письме к Талейрану после Пресбургского договора:
Больше не будет рейхстага [...], больше не будет и Германской империи.
Процесс распада империи набирал обороты. В январе Швеция объявила о прекращении участия представителей своих северогерманских владений (Передняя Померания) в общеимперском рейхстаге и аннулировании имперской конституции в принадлежащих ей немецких землях. В мае 1806 года имперский эрцканцлер Дальберг, несмотря на протест императора, назначил своим коадъютором и преемником дядю Наполеона кардинала Жозефа Феша — француза, не говорящего ни слова по-немецки. В случае смерти Дальберга Феш стал бы главой правительства Священной Римской империи. По мнению нового австрийского канцлера Иоганна Филиппа Штадиона, перед империей открывалось лишь две перспективы: роспуск, либо реорганизация под французским господством. 12 июля 1806 года Бавария, Вюртемберг, Баден, Гессен-Дармштадт, Нассау, Берг, эрцканцлер Дальберг и восемь других немецких княжеств подписали в Париже договор об образовании Рейнского союза под покровительством Наполеона. 1 августа эти государства объявили о своём выходе из состава Священной Римской империи. Вскоре началась медиатизация участниками Рейнского союза сопредельных владений имперских рыцарей и мелких графств, в результате которой число немецких государственных образований сократилось с двухсот до чуть более сорока.

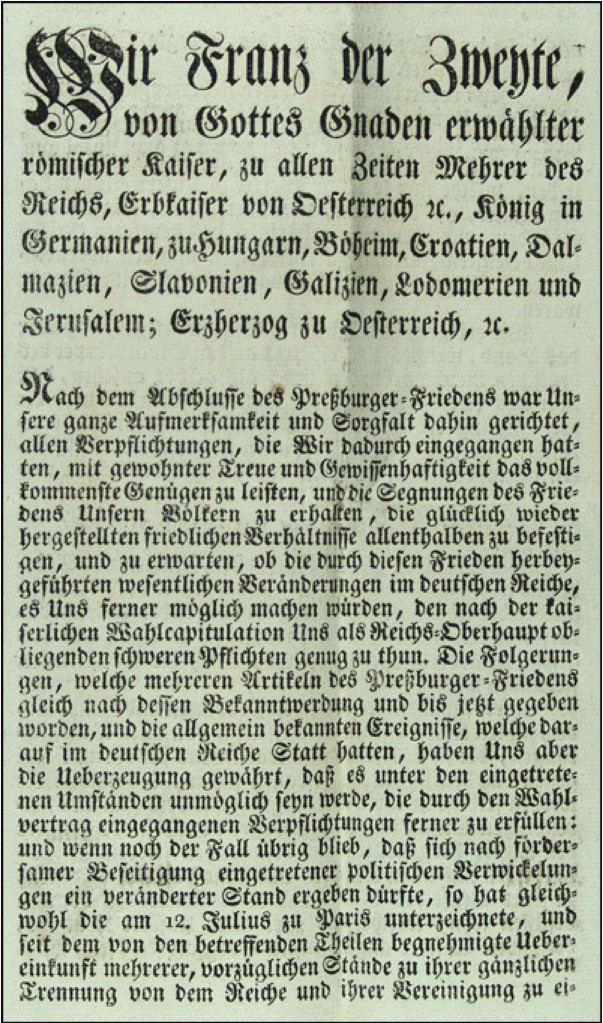
Акт Франца II о сложении короны императора Священной Римской империи

22 июля 1806 года австрийский посланник в Париже получил ультиматум Наполеона, согласно которому в случае, если Франц II не отречётся от престола империи до 10 августа, французские войска атакуют австрийские владения. В Вене уже в течение длительного времени велись дискуссии о целесообразности сохранения Священной Римской империи в условиях абсолютного доминирования Франции в Германии. Возобладала позиция канцлера Штадиона, полагавшего, что существует серьёзная опасность превращения империи во французский протекторат и что сохранение Францем II имперского престола неминуемо повлечёт войну с Наполеоном, к которой Австрия была не готова. Отказ от короны стал неизбежен. Очевидно, к началу августа 1806 года, получив гарантии французского посланника, что Наполеон не наденет корону римского императора, Франц II решился пойти на отречение.
6 августа 1806 года Франц II объявил о сложении с себя титула и полномочий императора Священной Римской империи, объяснив это возникшей невозможностью исполнения обязанностей императора после учреждения Рейнского союза. Одновременно он освободил имперские княжества, сословия, чины и должностных лиц имперских учреждений от обязанностей, наложенных на них имперской конституцией. Хотя акт об отречении и не был безупречен с юридической точки зрения (до сих пор ведутся дебаты по вопросу, имел ли император право единолично принимать решение об упразднении империи), в Германии уже не было политической воли поддерживать существование имперской организации. Священная Римская империя перестала существовать.

#### Венский конгресси Германский союз

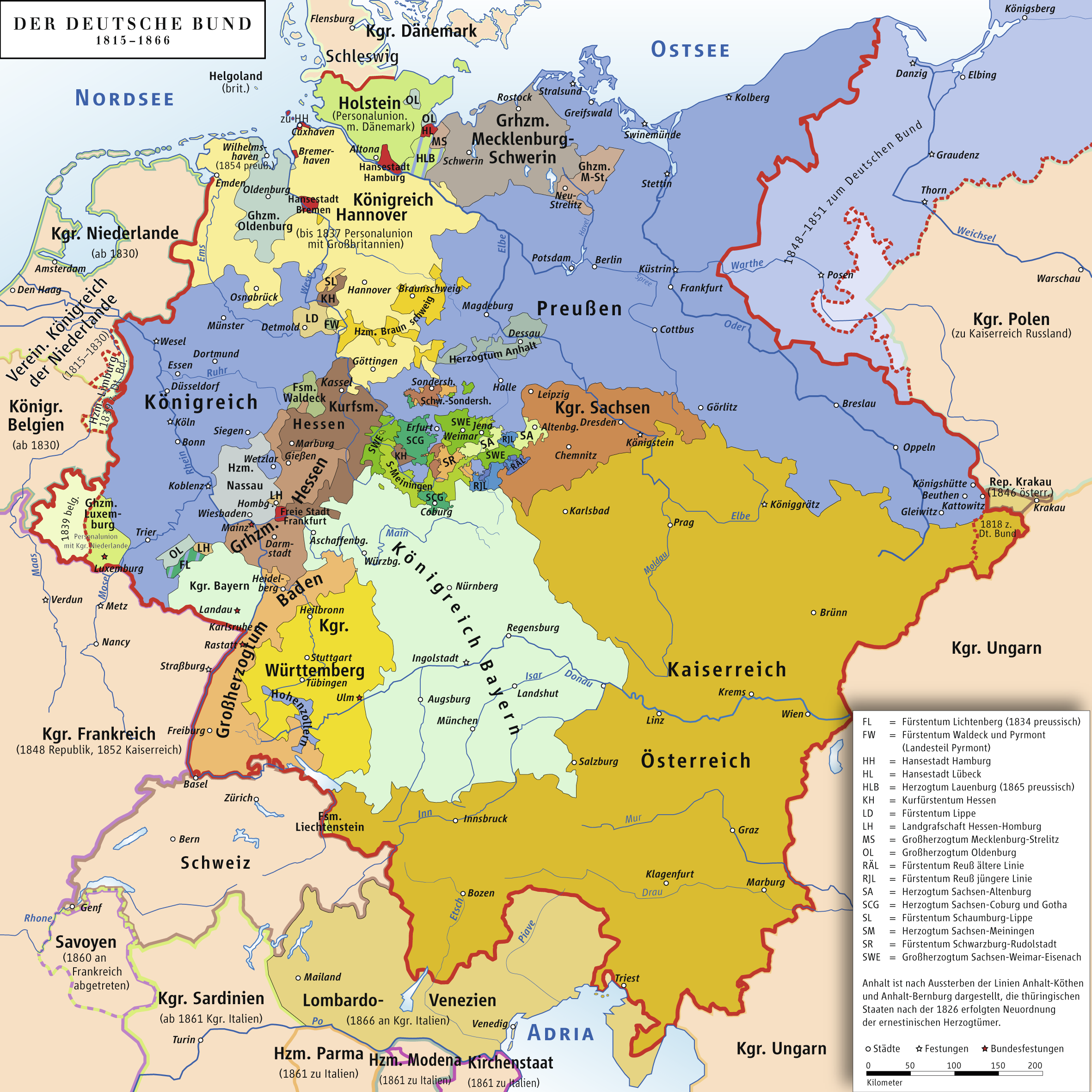
Германский союз 1815—1866 гг.

Разгром Наполеона в 1813—1814 годах и патриотический подъём в Германии открыл возможности для восстановления Священной Римской империи. Эту идею поддерживали Великобритания, папа римский, а также малые и средние немецкие княжества, видевшие в возрождении империи способ защиты от посягательств со стороны крупных государств (Пруссии, Баварии, Саксонии, Вюртемберга). В ноябре 1814 года двадцать девять немецких князей подписали воззвание к Францу II с просьбой вновь принять титул императора. Однако реставрация Старой империи была уже невозможна. В соответствии с австро-прусскими договорами 1807 и 1813 годов, соглашениями о присоединении бывших членов Рейнского союза к антифранцузской коалиции 1814 года и, наконец, согласно условиям Парижского мирного договора 1814 года, Германия должна была стать конфедеративным образованием. Попытка возрождения империи угрожала военным конфликтом Австрии с Пруссией и другими крупными немецкими государствами. На Венском конгрессе 1814—1815 годов Франц II отказался от императорской короны и воспрепятствовал проекту восстановления империи под управлением избираемого из немецких князей императора. Вместо этого 8 июня 1815 года был учреждён Германский союз — конфедерация 38 немецких государств, включая наследственные владения Австрийской империи и Прусского королевства, в границах, примерно соответствующих бывшей Священной Римской империи. Председателем Германского союза до 1866 года оставался император Австрии. Германский союз был распущен после австро-прусской войны 1866 года, ему на смену пришёл Северогерманский союз, а с 1871 года — Германская империя под главенством Пруссии.

## Государственный строй

### Конституционно-правовые основы
Священная Римская империя не имела конституции как единого нормативного акта. В основе её государственного устройства и принципов функционирования лежали неписаные правовые обычаи, которые лишь начиная с позднего Средневековья стали дополняться законодательными актами императоров и рейхстага. В Новое время конституционно-правовые нормы были разбросаны по значительному числу актов, что в сочетании с уникальным федеративным характером империи и сложившейся системой баланса власти между различными имперскими институтами и сословиями создавало достаточно сложную государственно-правовую конструкцию. По образному выражению Иоганна Якоба Мозера, крупного немецкого правоведа XVIII века,
Германия управляется по-немецки: наше государственное устройство нельзя объяснить в нескольких словах или путём сравнения с государственным устройством других стран.
Федеративный принцип и сложная иерархия государственной структуры стали объектами критики со времён Реформации и формирования в Европе централизованных национальных государств. Самуэль Пуфендорф в XVII веке назвал Священную Римскую империю «подобным „чудовищу“ (лат. monstro simile) сообществом полусамостоятельных княжеств, существовавших под прикрытием слабых прерогатив императорского престола». Однако несмотря на всю децентрализацию империя оставалась единым государственным образованием, с собственным главой — формально избираемым императором — и субъектами — имперскими сословиями. Дуализм императора и имперских сословий, которые являлись относительно независимыми источниками верховной власти, создавал систему, сильно отличавшуюся от других европейских государств: император «не был империей» и зачастую не выражал её государственной воли. Последний эрцканцлер Священной Римской империи Карл Теодор Дальберг так описывал это государство незадолго до его падения:
...прочное готическое здание, которое хотя и не было построено по всем правилам архитектуры, тем не менее безусловно удобное для жилья.
Среди базовых нормативных актов, оформивших конституционно-правовое устройство Священной Римской империи, выделяются следующие:
- Избирательные капитуляции императоров начиная со средних веков и до роспуска империи, в которых гарантировались права и свободы различных имперских сословий;
- Вормсский конкордат 1122 года, разделивший прерогативы императора и папы римского в церковной сфере и положивший начало процессу освобождения государственных институтов империи от влияния церкви;
- Соглашение с князьями церкви 1220 года, гарантировавшее автономию и территориальный суверенитет церковным владениям в составе империи;
- Постановление в пользу князей 1232 года, закрепившее за правителями светских княжеств широкие прерогативы в законодательной и финансовой сферах;
- Золотая булла 1356 года, определившая порядок избрания императора и учредившая коллегию курфюрстов, членам которой была предоставлена самостоятельность во внутренних делах и право на участие в управлении империей;
- Венский конкордат 1448 года, зафиксировавший государственно-правовой статус и структуру институтов католической церкви на территории Германии;
- Имперская реформа 1495 года, которая ввела принцип «земского мира» в качестве основополагающего закона функционирования межсословных отношений внутри империи и учредила единую судебную систему во главе с Высшим имперским судом;
- Имперский матрикул 1521 года, закрепивший перечень субъектов империи и распределивший между ними обязанности в военной сфере;
- Аугсбургский религиозный мир 1555 года, установивший общие принципы взаимоотношений сословий различных конфессий в рамках империи;
- Вестфальский мир 1648 года, предоставивший территориальный суверенитет субъектам империи и зафиксировавший принцип конфессионального паритета в формировании органов управления империей;
- Последнее послание к империи 1654 года, утвердившее условия Вестфальского мира и сопутствующие указы в качестве основного закона империи и установившее единые процессуальные нормы;
- Заключительное постановление имперской депутации 1803 года — последний закон Священной Римской империи, радикально реформировавший её структуру и состав.

### Император

Имперские клейноды: корона Карла Великого, имперская держава, имперский меч,, скипетр

Согласно средневековым представлениям, германский император являлся прямым преемником императоров позднеантичной Римской империи и франкской империи Карла Великого. Это позволяло правителям Священной Римской империи претендовать на верховную власть в Европе. Сакральный характер особе императора придавала его коронация в Риме папой римским. Только после этого избранный монарх мог пользоваться императорским титулом. Император являлся также королём Германии (Восточнофранкского королевства), Италии и Бургундии (коронации происходили в Ахене, Милане и Арле, соответственно), причём наиболее тесной была связь между империей и Германией: лишь выбранный немецкими князьями король мог носить титул императора Священной Римской империи. Первые императоры из Саксонской династии использовали титул лат. imperator augustus («император август»). В конце X века стал использоваться титул лат. imperator Romanorum («римский император»), а с XI века — лат. Romanorum imperator augustus («римский император август»).
До коронации в Риме правители империи носили королевский титул. Первоначально это был заимствованный у Каролингов титул лат. rex Francorum (orientalium) («король (восточных) франков»). Однако постепенно он начал вытесняться титулом лат. rex Teutonicorum/Teutonicum («король немцев»). А во время борьбы императора Генриха IV за инвеституру сформировался новый титул — лат. rex Romanorum («римский король»).
С конца XV века по политическим причинам коронация императора в Риме стала невозможной. В результате Максимилиан I и его преемники стали использовать титул «избранный римский император» (лат. electus imperator Romanorum, нем. Erwählter Römischer Kaiser), подразумевая, что его обладатель когда-нибудь посетит Рим для коронации. Наследник императорского престола, избиравшийся при жизни правящего монарха, получал титул «римского короля», однако, за исключением редких случаев (Фердинанд I в 1531—1558), никаких реальных властных полномочий не имел.
На протяжении всей истории императорский престол оставался выборным, что резко отличало Священную Римскую империю от других современных ей западноевропейских монархий, кроме разве что Речи Посполитой. Первоначально императором выбирался член одного из наиболее могущественных княжеских родов Германии, находящийся в родстве с королевской фамилией (нем. Geblütsrecht). После поражения императоров в борьбе за инвеституру принцип кровного родства перестал учитываться, и выборы приобрели более свободный характер. Тем не менее, правящие императоры постоянно пытались обеспечить престол своим детям, иногда добиваясь их избрания римскими королями при своей жизни и таким образом основывая собственные императорские династии. С 1438 и до 1806 года императорский престол постоянно (за исключением короткого периода в 1742—1745 годах) занимали представители династии Габсбургов — наиболее могущественного немецкого дома нового времени, обладавшего обширными владениями за пределами империи и игравшего одну из ведущих ролей в Европе.
В ранний период круг выборщиков императора не был ограничен: на съезды, посвящённые избранию нового императора, могла собираться вся высшая светская и духовная аристократия Германского королевства, хотя обычно участвовали лишь представители нескольких регионов. Неопределённость состава выборщиков иногда приводила к двойным выборам, так как князья не могли договориться о едином кандидате. После утверждения в 1356 году «Золотой буллы» Карла IV круг выборщиков императора был ограничен семью курфюрстами и введён принцип большинства при подсчёте голосов.
В Средние века полномочия императора ограничивали лишь обычаи и традиции, император осуществлял верховную светскую и духовную власть, руководил правительством, осуществлял правосудие и единолично объявлял войну и заключал мир. В новое время объём его прерогатив стал постепенно ограничиваться избирательными капитуляциями и законами, утверждаемыми рейхстагом, в результате чего проведение эффективной политики императором стало возможным лишь во взаимодействии с имперскими сословиями, прежде всего с курфюрстами. В XVII—XVIII веках к исключительной компетенции императора относились формирование и руководство Надворным советом, определение повестки дня рейхстага, присвоение титулов, раздача придворных должностей, представление интересов империи в отношениях с иностранными государствами и ряд менее важных вопросов. Денежно-эмиссионная и таможенная политика, а также принятие решения о созыве рейхстага находились в совместной компетенции императора и коллегии курфюрстов. Только с согласия рейхстага могли утверждаться законы, вводиться имперские налоги, объявляться война и заключаться мир. Несмотря на значительное сужение полномочий императора, он продолжал обладать достаточно широким спектром политических механизмов, обеспечивающих его ведущую роль в политической системе империи, и был гарантом её единства. Как только в 1806 году Франц II сложил с себя титул и полномочия императора, империя перестала существовать.

### Имперские сословия
Социальной основой и, одновременно, базовыми структурными единицами Священной Римской империи являлись имперские сословия (имперские чины), под которыми понимались территориальные образования и персоналии, имеющие право голоса в рейхстаге, непосредственно подвластные императору и уплачивающие налоги в имперскую казну. Имперские сословия обладали территориальным суверенитетом на территории своих владений и осуществляли властные полномочия в отношении своих подданных. Последние (крестьяне, горожане княжеских городов, низшее дворянство и духовенство) не относились к имперским чинам и не участвовали в управлении империей. Процесс складывания имперских сословий растянулся на века и был завершён лишь в начале XVI века, однако конкретный перечень субъектов империи, относящихся к имперским сословиям, который фиксировался в утверждаемых рейхстагом имперских матрикулах, оставался изменчивым до конца существования империи. Двойственность природы имперских сословий — социальный слой и территориальное образование — объяснялась тем, что практически до самого конца существования империи в её субъектах, кроме Пруссии и Австрии, территория и система управления княжеств рассматривались как продолжение наследственных земель и придворных учреждений князя. Хотя во многих княжествах были созданы ландтаги, а местное бюргерство и низшее дворянство оказывали существенное влияние на политику, князь по-прежнему считался единственным источником власти и не отделялся от государства как такового.
Имперское право выделяло следующие имперские сословия:
- Курфюрсты;
- Имперские князья;
- Имперские графы и имперские прелаты;
- Свободные имперские города.

Кроме того, сословия подразделялись на светские и духовные, поскольку епископы и аббаты Священной Римской империи также являлись территориальными суверенами, осуществляя высшую светскую власть над жителями своих земель. Особую категорию составляли имперские рыцари, которые хотя и не участвовали в рейхстаге, являлись суверенами в своих владениях и служили одной из важнейших опор центральной власти в Германии.

#### Светские придворные должности
Многие должности в Священной Римской империи были заимствованы из Каролингской империи, в которой существовало восемь светских придворных должностей, обладатели которых управляли дворцовым хозяйством: камерарий, пфальцграф, сенешаль, кравчий, маршал, мансионарий или квартирмейстер, старший егерь и сокольничий.
Однако в Священной Римской империи произошло выделение четырёх главных должностей, определявших структуру двора: камерария, трухзеса (имперского стольника), кравчего и маршала. Но упоминания о них достаточно отрывочны. Впервые должности упоминаются ещё в 936 году Видукиндом Корвейским, который называет четырёх племенных герцогов, символически исполнявших перед королём эти обязанности во время торжественной трапезы по случаю коронации Оттона I. Камерарием был герцог Лотарингии, трухзесом — герцог Франконии, кравчим — герцог Швабии, а маршалом — герцог Баварии. Следующее упоминание относится к 986 году, когда Титмар Мерзебургский на коронации Оттона III упоминает, что трухзесом был герцог Баварии, камерарием — герцог Швабии, кравчим — герцог Каринтии, а маршалом — герцог Саксонии. В XIII веке в «Саксонском зерцале» указывается связь должностей с выборами короля. Согласно этому источнику, среди светских князей первое место принадлежит пфальцграфу Реймса (трухзес), второе — герцогу Саксонии (маршал), третий — маркграф Бранденбурга (камерарий). Обладателем четвёртой должности, имперского шенка (кравчего) был король Чехии, однако он не являлся немцем и не обладал правом избрания.
В 1356 году в Золотой булле императора Карла IV произошло окончательное закрепление почётных должностей, получивших название (Reichserzämter). Король Чехии становился эрцкравчим, пфальцграф Рейнский — эрцтрухзесом, герцог Саксонии — эрцмаршалом, маркграф Бранденбурга — эрцкамерарием. Эти должности были наследственными. Кроме того, в той же булле закреплялись четыре наследственные вице-должности за четырьмя родами: вице-маршала (за фон Паппенхаймами), вице-кравчего (за фон Лимпургами), вице-трухзеса (за фон Вальдбургами) и вице-камерария (фон Фалькенштейны).
Наиболее важной считалась должность трухзеса или сенешаля, от староверхненемецкого Trubtsazzo — «тот, кто возглавляет отряд»). Трухзес занимался надзором за тем, как управляется дворцовое хозяйство, а также за королевским и имперским имуществом. Кроме того, трухзес отвечал за обслуживание королевского стола. Во время отсутствия короля трухзес был викарием. В походах трухзес командовал авангардом при наступлении, арьергардом при отступлении, а во время боя нёс королевское знамя. Во время торжественного выбора императора трухзес нёс императорский меч. В Бургундском королевстве также существовала наследственная должность трухзеса, которую носили представители дома де Турре. После того как Франция присоединила бургундские земли, эту должность унаследовали дофины.
Наименее важной считалась должность кравчего (или шенка, от староверхненемецкого Scenko), который занимался снабжением королевского стола напитками. Часть обязанностей кравчий делил с трухзесом. С конца XII века должность эрцкравчего была закреплена за королями Чехии, однако преимущественное право эрцкравчего на выбор короля оспаривалось до 1356 года, когда оно было закреплено в Золотой булле. Почётная служба эрцкравчего заключалась в том, что во время имперских съездов и рейхстагов он подносил королю вино в серебряном кубке, за что получал коня и кубок в подарок.
Основной обязанностью маршалов была забота о безопасности императора и дисциплинарном надзоре за двором, а также организация имперских съездов и рейхстагов. Во время заседаний маршал отвечал за церемониал. Во время войны маршал возглавлял императорскую конницу, а с XII века — и всю императорскую армию. Почётная служба эрцмаршала заключалась в несении меча на торжественных церемониях.
Должность камерария имела менее репрезентативный характер, чем остальные. Камерарий вёл дворцовое хозяйство и императорскую казну, а также вместе с трухзесом заботился об имперском фиске. Постепенно среди всех обязанностей камерария наиболее важной стала функция казначея, однако к XV веку из-за отсутствия института казначейства в империи значение должности упало.

#### Курфюрсты

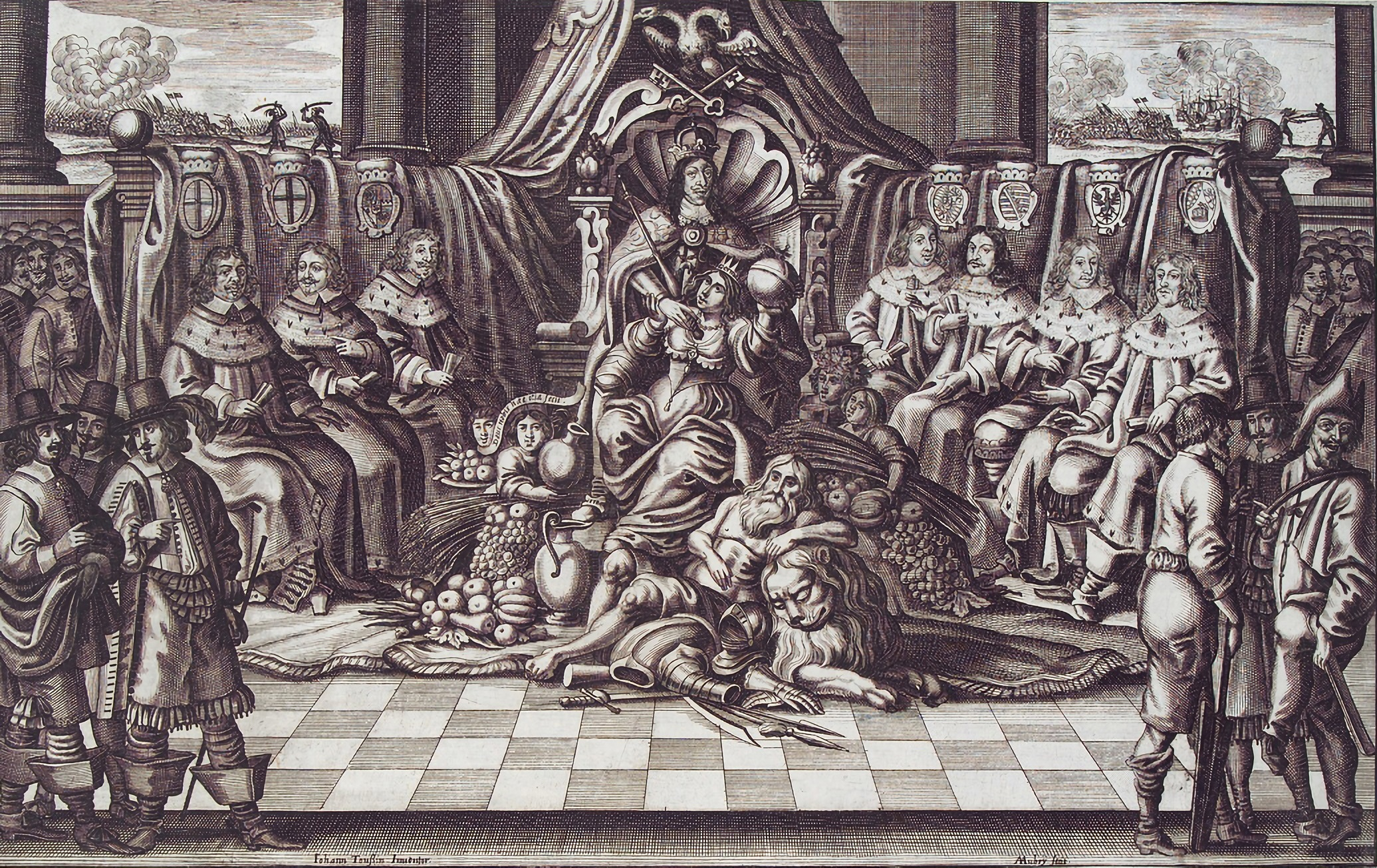
Император Фердинанд III в окружении восьми курфюрстов, 1663/1664 год

Курфюрсты представляли собой узкую группу правителей наиболее могущественных немецких княжеств, которые обладали исключительным правом избрания императора. Они составляли высшую палату рейхстага и служили важнейшим связующим звеном между императором и имперскими сословиями, являясь «столпами империи». Курфюрсты оказывали наибольшее влияние на политику императора и пользовались практически полной самостоятельностью во внутренних делах, вплоть до чеканки собственной монеты и неподсудности Имперскому суду и Надворному совету. Кроме того, каждый курфюрст обладал одной из высших придворных должностей императорского двора. Значение коллегии курфюрстов несколько снизилось во второй половине XVII века, когда центр власти в империи сместился в сторону рейхстага.
Коллегия курфюрстов сложилась в позднее Средневековье и была законодательно оформлена «Золотой буллой» германского императора Карла IV в 1356 году. Этим документом статус курфюрстов был предоставлен правителям семи германских княжеств: архиепископам Майнца, Кёльна и Трира, королю Чехии (Богемии), герцогу Саксонии, пфальцграфу Рейнскому и маркграфу Бранденбурга. Согласно имперскому праву, курфюршеский статус имели не лично правители или династии, а соответствующие территориальные образования. Право на присвоение титула курфюрста являлось одной из важнейших прерогатив императорской власти. В 1632 году, в период Тридцатилетней войны, император лишил Пфальц курфюршеского титула и передал его Баварии, однако по условиям Вестфальского мира Пфальц вновь стал восьмым курфюршеством. В 1692 году девятый титул курфюрста был присвоен герцогу Брауншвейг-Люнебурга (позднее — Ганновер), что было подтверждено рейхстагом в 1708 году. Последнее изменение в коллегии курфюрстов произошло в начале XIX века, когда войска Наполеона завоевали левобережье Рейна, уничтожив тем самым курфюршества Майнц, Трир и Кёльн. Вместо них по решению имперской депутации 1803 года статус курфюршеств был присвоен Гессен-Касселю, Бадену, Вюртембергу, Зальцбургу и владениям эрцканцлера Карла Теодора Дальберга (Ашаффенбург—Регенсбург). Этот акт привёл к формированию в коллегии курфюрстов протестантского профранцузского большинства, что стало одной из причин краха империи в 1806 году.

#### Имперские князья
Сословие имперских князей представляло собой высшее дворянство Священной Римской империи. В его состав входили правители светских и духовных княжеств, находящихся в непосредственной ленной зависимости от императора и обладающие титулами выше графского. Это могли быть представители древних аристократических родов, чьи предки ещё в период высокого Средневековья получили свои лены прямо от императора (Вельфы, Царингены, Аскании и др.), либо менее родовитые правители небольших территорий, которым император присвоил княжеский титул (Турн-и-Таксис, Шварценберги и др.). Из церковных иерархов к имперским князьям относились архиепископы и епископы. Процесс формирования сословия завершился к XV веку. Согласно имперскому матрикулу 1521 года, в империи существовало 50 духовных и 24 светских имперских князей. К концу XVIII века число духовных князей уменьшилось до 33, а светских — возросло до 61.
Светские и духовные имперские князья формировали основную палату имперского рейхстага — Совет имперских князей, и таким образом имели возможность непосредственно влиять на политику империи. Каждая княжеская территория обладала одним голосом в палате, а в случае, если один правитель владел нескольким имперскими княжествами, их голоса складывались. Именно имперские князья как правители средних и мелких государственных образований претендовали на то, чтобы выражать интересы империи как таковой. Среди привилегий имперских князей — право чеканки монеты, организация судебной и административной систем на территории своих княжеств, введение местных налогов и пошлин.

#### Имперские графы и имперские прелаты
Имперские графы были наиболее многочисленным имперским сословием, образуя основную массу среднего дворянства Германии. Первоначально графы являлись управляющими в тех или иных областях королевского домена и не были владельцами непосредственных аллодов. С течением времени, однако, некоторые немецкие графы смогли превратить свои владения в имперские лены, став суверенами малых и карликовых княжеств и образовав отдельное имперское сословие. Другая часть графов осталась под сюзеренитетом более могущественных территориальных князей, сформировав прослойку низшего дворянства, не участвовавшего в системе управления империей. Некоторые из имперских графов добились присвоения им более высоких титулов, что влекло их переход в сословие имперских князей (например, Вюртемберг в 1495 году). Согласно имперскому матрикулу 1521 года, статусом имперских графов обладали 144 территориальных правителя, к концу XVIII века их численность сократилась до 99. В рейхстаге имперские графы формировали четыре группы по географическому признаку: имперские графы Вестфалии, Веттерау, Швабии и Франконии, каждая из которых имела по одному голосу в светской курии Совета имперских князей. Гораздо более значительную роль имперские графы играли на уровне имперских округов: в органах управления округов каждый граф обладал одним голосом, что уравнивало их в правах с гораздо более могущественными имперскими князьями. В результате медиатизации 1806 года большая часть имперских графов потеряла свой статус, превратившись в высший слой территориального дворянства немецких княжеств.

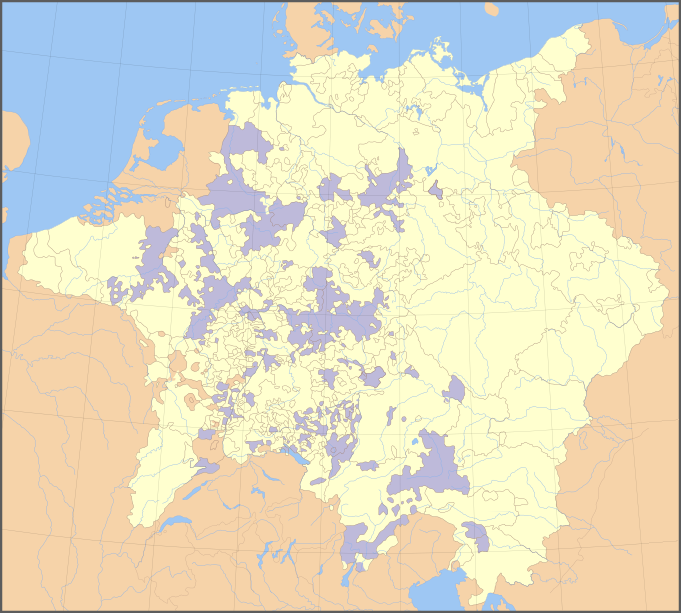
Территории церковных княжеств в составе империи в 1648 году

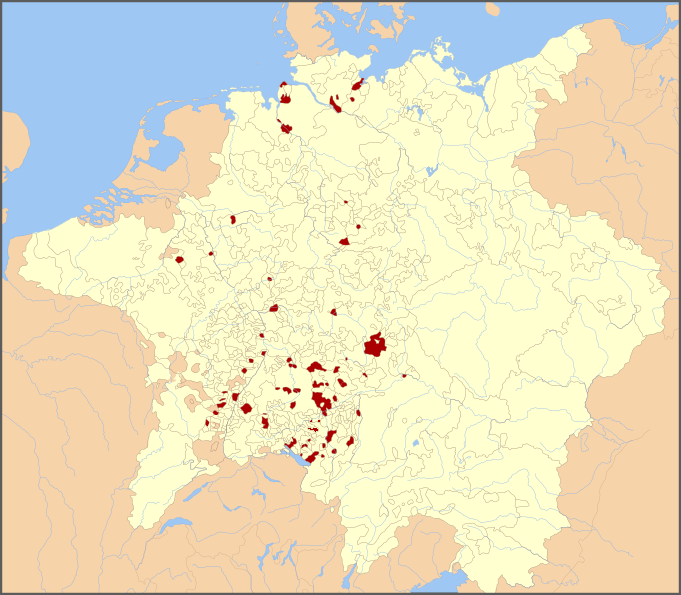
Территории свободных городов в составе империи в 1648 году

С сословием имперских графов сближалось сословие имперских прелатов, в которое входили аббаты и приоры монастырей, обладавших территориальным суверенитетом на своих землях и считавшихся полноправными субъектами Священной Римской империи. Их владения сильно отличались по площади и населению: от относительно крупного Фульдского аббатства до монастыря Обермюнстер, владеющего всего несколько зданиями в Регенсбурге, но обладавшего прерогативами имперского государственного образования. В 1521 году к имперским прелатам относилось 83 церковных иерарха, однако процессы секуляризации сократили численность этого сословия к концу XVIII века до 40. Земли имперских прелатов располагались преимущественно на юго-западе Германии. Особую категорию образовывали магистры Тевтонского и Мальтийского орденов, владения которых также обладали территориальным суверенитетом. В рейхстаге прелаты объединялись в Швабскую и Рейнскую коллегии имперских прелатов, которые имели по одному голосу в церковной курии Совета имперских князей. В 1803 году все территории имперских прелатов (кроме земель орденов) были секуляризированы.

#### Свободные имперские города
Имперские города в отличие от прочих городских центров империи не находились под сюзеренитетом территориальных князей, а подчинялись непосредственно императору и во внутренних делах были полностью самостоятельными государственными образованиями. Статус имперского сословия относился не к конкретным горожанам, а к городу в целом, представленному его магистратом. Первоначально существовало жёсткое разделение среди свободных городов на две категории: собственно имперские города, основанные императорами (прежде всего Гогенштауфенами в XII—XIII веках) и платившие налоги в имперскую казну (Мемминген, Хагенау, Мюльхаузен и др.), и свободные города, добившиеся самостоятельности в борьбе с епископами или светскими князьями и не платившие имперские налоги (Любек, Страсбург, Аугсбург и др.). Право как имперских, так и свободных городов на участие в рейхстаге было официально закреплено в 1489 году, что способствовало сближению этих категорий и складыванию единого сословия имперских свободных городов, представители которых формировали третью палату рейхстага — Совет имперских городов. Хотя города были представлены в рейхстаге, их влияние на внутреннюю и внешнюю политику оставалось незначительным, а мнение Совета имперских городов зачастую игнорировалось имперскими князьями. Согласно матрикулу 1521 года, в Германии насчитывалось 84 имперских свободных города, к концу XVIII века их число сократилось до 51. Решением имперской депутации 1803 года большинство городов потеряло самостоятельность и вошло в состав немецких княжеств. К моменту роспуска Священной Римской империи в 1806 году продолжало существовать лишь шесть свободных имперских городов: Любек, Гамбург, Бремен, Франкфурт, Аугсбург и Нюрнберг.

#### Имперские рыцари
Имперские рыцари не считались имперским сословием, поскольку не платили государственных налогов и не имели право на участие в рейхстаге и в советах имперских округов. Имперское рыцарство представляло собой одну из важнейших опор императорской власти и интеграционных процессов в империи. Географически рыцарские феоды располагались, главным образом, на юго-западе Германии, образуя анклавы среди владений имперских князей, графов и прелатов. Для обсуждения общих вопросов созывались Генеральные съезды имперских рыцарей. С падением империи в 1806 году владения имперских рыцарей были аннексированы более крупными государственными образованиями.

### Система управления

#### Органы управления в Средние века
В ранний период административная система империи была слабо дифференцированной. Император лично осуществлял управление, периодически объезжая все регионы страны. При нём находилась канцелярия, состоящая из трёх отделений: германского, итальянского (с 962) и бургундского (с 1033), возглавляемых эрцканцлерами. Для обсуждения важнейших политических вопросов периодически созывались многолюдные собрания крупнейших светских и церковных князей империи (большой королевский совет — гофтаг). До XIII века законотворческие функции центральной власти были крайне слабо выраженными, полностью доминировало обычное право, собственное для каждого региона империи (правовой партикуляризм). С XI века началось формирование сословных судов (княжеских, графских, церковных, шеффенских, муниципальных), которые в эпоху Гогенштауфенов были дополнены общеимперским надворным судом при императоре. Однако объём компетенции императорского суда всегда оставался сильно ограниченным судебными прерогативами князей: известно, что количество дел в имперском надворном суде было в 30 раз меньшим, чем количество судебных процессов, прошедших в аналогичный период в парижском парламенте короля Франции.
Представителями императора на местах являлись графы (в Италии — имперские посланцы), которые быстро превратились из королевских чиновников в наследственных территориальных князей, формировавших на своих землях собственный административно-судебный аппарат. В конце XIII века сформировалась коллегия семи наиболее могущественных территориальных князей, присвоившая себе исключительное право на избрание императора и контроль его деятельности. Эта коллегия курфюрстов получила официальное признание в «Золотой булле» 1356 года. Для обсуждения важнейших общеимперских вопросов императоры созывали более обширные форумы, в которых участвовали имперские светские и духовные князья, а с XIII века — и представители некоторых имперских городов. Круг участников этих гофтагов или имперских сеймов определялся исключительно императором, ему же принадлежало окончательное решение, учитывать или не учитывать мнение, выраженное сословиями. С ослаблением императорской власти в позднее Средневековье роль представительного органа имперских князей неуклонно возрастала.

#### Рейхстаг

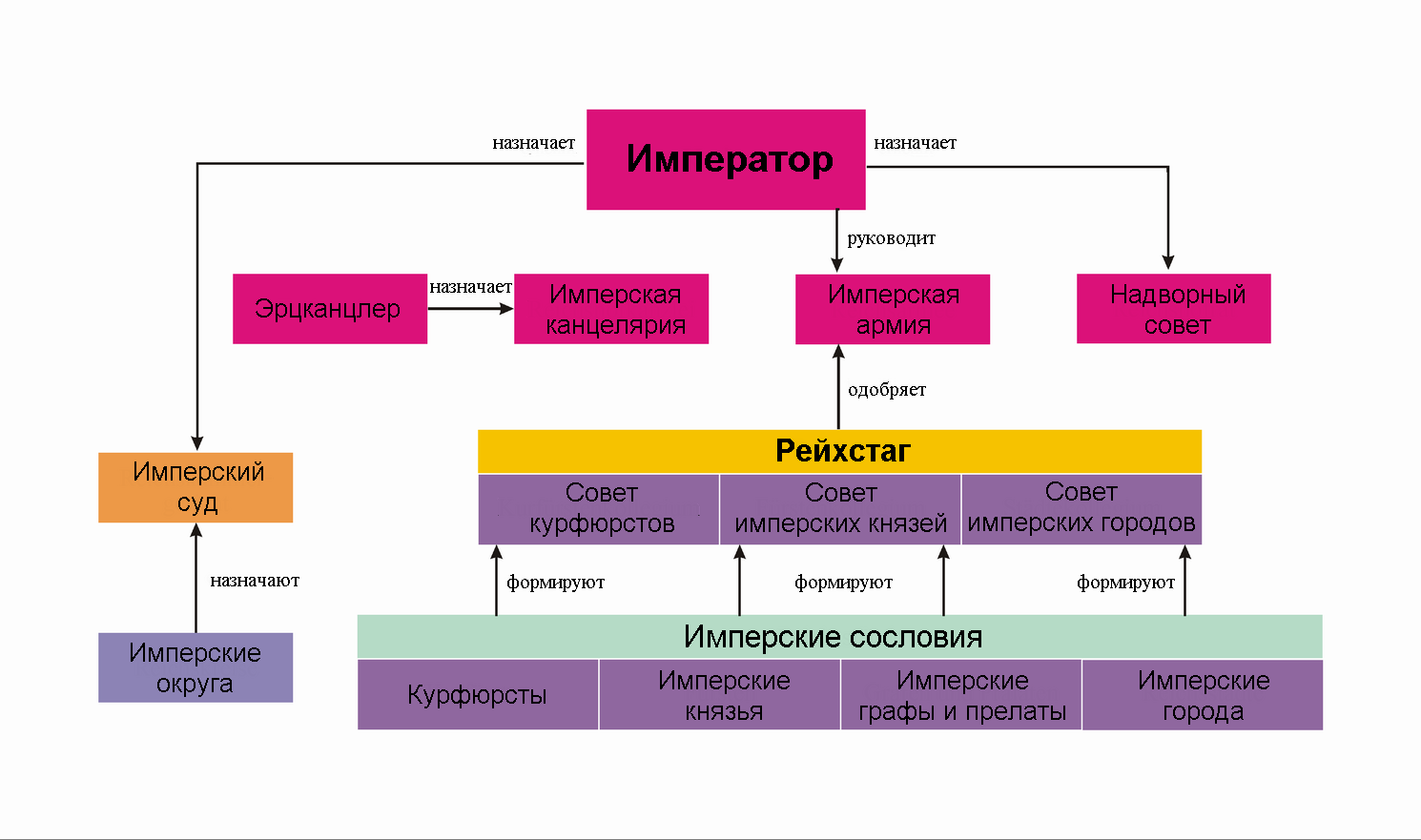
Структура органов управления Священной Римской империи в новое время

Трансформация неопределённых по составу и компетенции имперских сеймов Средневековья в организационно оформленный высший представительный орган империи — рейхстаг, произошла в ходе осуществления имперской реформы конца XV — начала XVI веков. Структура рейхстага была определена в 1495 году. Он состоял из трёх коллегий:
- Совет курфюрстов, в состав которого входили курфюрсты империи (первоначально семь, к концу XVIII века — восемь человек);
- Совет имперских князей, в состав которого входили светские и духовные имперские князья, каждый из которых обладал одним голосом, а также имперские графы и имперские прелаты, обладавшие, соответственно, четырьмя и двумя коллективными голосами. Совет имперских князей разделялся на курии светских (63 члена в 1800 году) и духовных (37 членов в 1800 году) князей;
- Совет городов, в состав которого входили представители свободных имперских городов (51 член в 1800 году), объединённых в две коллегии: Швабскую и Рейнскую.

Созыв рейхстага осуществлялся императором по согласованию с курфюрстами. Круг вопросов, выносимых на обсуждение рейхстага, определял император единолично. Обсуждение и принятие решения производилось отдельно по коллегиям большинством голосов, причём Совету курфюрстов и Совету имперских князей принадлежал решающий голос. Голосование было тайным. Решение считалось принятым, если его единогласно поддержали все три коллегии и император. С 1663 года рейхстаг превратился в постоянно действующий орган, заседавший в Регенсбурге.
Помимо рейхстага существовал ещё один общеимперский представительный орган — съезд имперских депутатов или имперская депутация, состоящий из небольшого числа (обычно не более 20) представителей сословий и округов, на котором предварительно обсуждались вопросы и разрабатывались законопроекты, выносимые на рейхстаг, а также вырабатывались меры по поддержанию земского мира. Имперские депутации были более мобильным органом, чем рейхстаг, что позволяло более эффективно и быстро находить компромисс между сословиями и императором.
В компетенции рейхстага находились издание общеимперских законов, объявление войны и заключение мира, образование и упразднение имперских органов управления и суда, созыв и роспуск имперской армии, утверждение налогов и экономическая политика, вопросы земского мира и сосуществования различных религиозных конфессий. После Вестфальского мира религиозные вопросы были вынесены в компетенцию имперской делегации по делам веры, которую на паритетной основе формировали представители католических и протестантских имперских сословий, что исключило возможность срыва рейхстага из-за конфессионального противостояния.
Рейхстаг играл роль верховного органа сословного представительства в империи, являлся одним из важнейших связующих элементов имперской системы и каналом разрешения внутренних конфликтов и противоречий. Рейхстаг также выполнял функции ограничения императорской власти, а после Вестфальского мира, закрепившего статус рейхстага как высшего законодательного органа империи, стал центром интеграционных процессов и опорной точкой всей имперской конструкции.
См. также: Состав рейхстага Священной Римской империи в 1521 году; Состав рейхстага Священной Римской империи в 1792 году

#### Имперская канцелярия
Имперская канцелярия являлась одним из старейших административных органов Священной Римской империи. Формальным главой её был эрцканцлер, которых в империи было трое. Наиболее могущественным был эрцканцлер Германии — начиная с императора Оттона I эта должность оказалась закреплена за архиепископом Майнца. В 962 году появилась должность эрцканцлера Италии, которая со второй половины XI века закрепилась за архиепископами Кёльна. После присоединения в XI веке к империи Бургундского королевства появился и эрцканцлер Бургундии — в начале XIV века эта должность закрепилась за архиепископами Трира. Когда в XII—XIII веках в состав империи входило Сицилийское королевство, оно также имело собственную канцелярию. Достаточно рано обязанности эрцканцлеров стали почётными. Обладатели должности были хранителями печати, получали доходы от своих канцелярий. Кроме того, эрцканцлеры во время выборов немецкого короля получали преимущественные права. Эрцканцлерам формально были подчинены канцлеры, выбираемые из низшего духовенства. Они на практике руководили придворной капеллой (хотя к концу XII века она утратила своё прежнее значение), а также занимались делами канцелярии. Назначение канцлеров было прерогативой императора, хотя эрцканцлеры и пытались вмешиваться в их выборы. С XIV века канцлер входил в состав королевского придворного совета.
Трёхчастное членение на канцелярии по делам Германии, Италии и Бургундии, восходившее к концу X — началу XI века, было подтверждено «Золотой буллой» 1356 года, однако утрата имперского влияния в Италии и Бургундии в позднее Средневековье лишила соответствующие отделы имперской канцелярии практического значения. В то же время должность главы имперской канцелярии осталась закреплена за архиепископами Майнца, которые продолжали руководить этим органом до распада империи в 1806 году.
Имперская канцелярия занималась делопроизводством императора, подготавливала проекты решений или предложений, выносимых на обсуждение рейхстага или коллегии курфюрстов, организовывала выборы императора и проведение рейхстагов, вела международную переписку, осуществляла учёт и хранение документов императорского двора и рейхстага. Должность эрцканцлера являлась высшей в системе придворных чинов империи. Эрцканцлер возглавлял коллегию курфюрстов, проводил заседания рейхстага и фактически являлся связующим звеном между императорским престолом и территориальными князьями. В 1559 году император Фердинанд I для того, чтобы регламентировать работу канцелярии, издал специальное постановление.
Закрепление поста руководителя имперской канцелярии за архиепископом Майнцским усилило влияние имперских князей на процессы управления империей. Однако императоры сохранили контроль над канцелярией через пост вице-канцлера, должность которого была создана в 1519 году императором Карлом V, по традиции назначаемого непосредственно императором и имеющего местонахождение при императорском дворе в Вене. Вице-канцлер формально был подчинён эрцканцлеру, однако фактически обладал отдельным административным аппаратом, позволяющим императорам проводить собственную политику.

#### Имперский камеральный суд

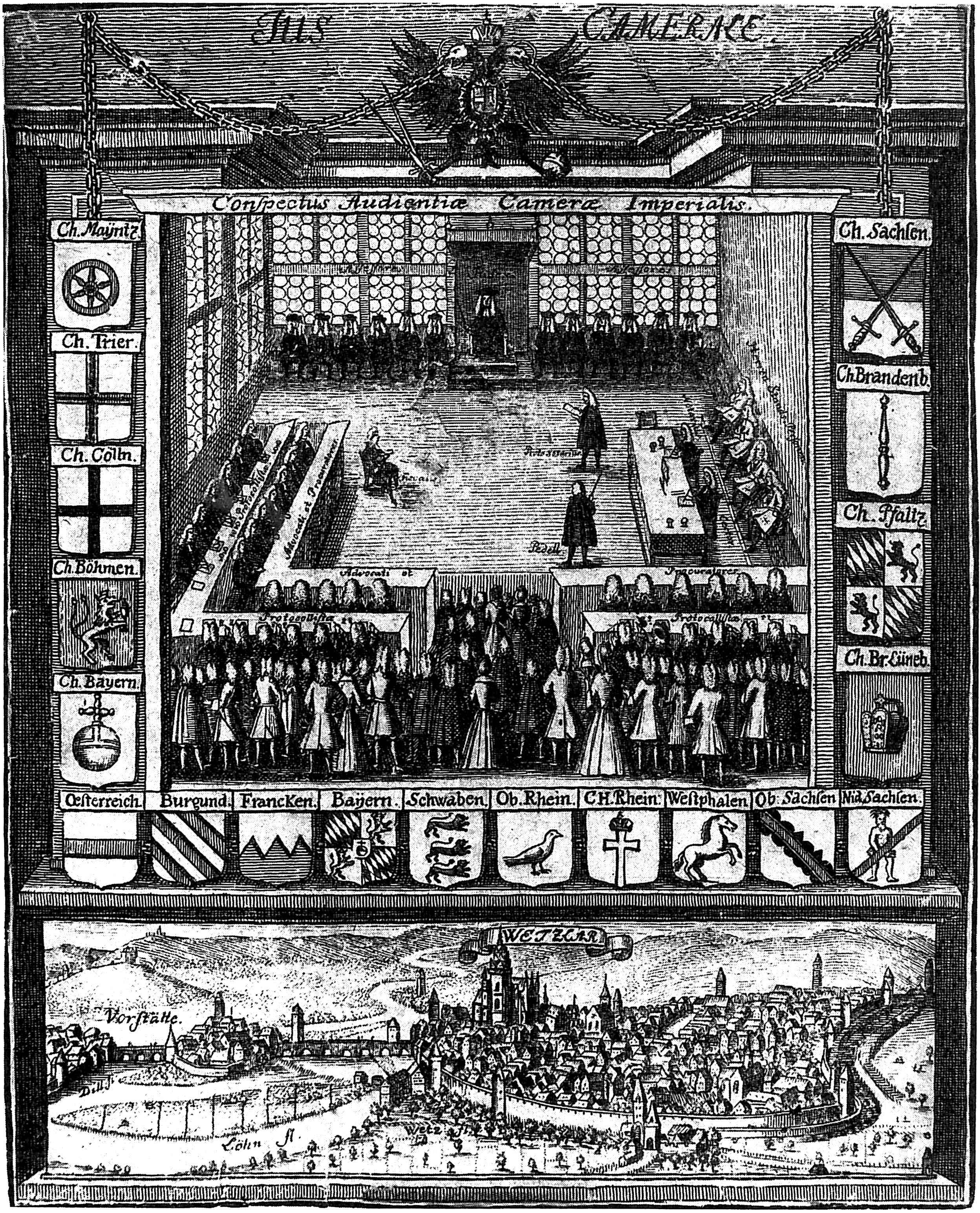
Заседание Имперского камерального суда, 1750 год

Имперский камеральный суд являлся высшим судебным органом Священной Римской империи нового времени. Его возникновение связано с проведением в конце XV века имперской реформы, в ходе которой на смену средневековому придворному суду, перемещающемуся вслед за императором по Германии и владениям Габсбургов, пришёл сословный Имперский камеральный суд, имеющий постоянную резиденцию в империи. Решение об учреждении суда было принято Вормсским рейхстагом 1495 года, с 1527 года его штаб-квартира находилась в Шпайере, а с 1689 года — в Вецларе. Председателя суда назначал император, однако подавляющее большинство членов суда делегировалось имперскими сословиями (курфюрстами и имперскими округами), что обеспечивало значительную степень независимости от императора. С 1555 года в сенате суда одна половина судей была католиками, другая половина — лютеранами.
Имперский камеральный суд являлся высшей апелляционной и кассационной инстанцией по приговорам и постановлениям судебных органов субъектов империи, а также местом разрешения конфликтов между имперскими сословиями и жалоб на действия императора. Из подведомственности суда были исключены территории, обладающие правом non appellando (Австрия, Франш-Конте, с 1548 года — Нидерланды, с 1648 года — курфюршества), а также уголовные дела и дела исключительной компетенции императора (последние рассматривались в Надворном совете). Сложная процессуальная система Имперского камерального суда и его сословный характер затрудняли процесс разрешения споров, в результате чего многие процессы затягивались на десятилетия, а в некоторые периоды работа суда была полностью парализована из-за противоречий между сословиями или недофинансирования. Тем не менее, до конца существования Священной Римской империи камеральный суд имел большое значение для поддержания единства правового пространства и судебной системы Германии.

#### Надворный совет
Надворный совет был учреждён в 1497 году. Император Максимилиан I, отказавшийся в 1495 году от контроля над Имперским камеральным судом, не желал терять судебно-административные прерогативы в империи и организовал в Вене конкурирующую судебную инстанцию — Имперский надворный совет, все члены которого назначались императором. Окончательную форму этот орган приобрёл в 1559 году после издания Уложения об Имперском надворном совете. В исключительную компетенцию Надворного совета входили вопросы феодально-ленного права, споры в отношении титулов, земельных владений и феодальных обязательств, прав и прерогатив императора, привилегий и пожалований имперским сословиям. В некоторых сферах юрисдикция Надворного совета пересекалась с юрисдикцией Имперского камерального суда: нарушение земского мира, защита земельных владений, апелляции на приговоры и постановления территориальных судов. В отличие от Имперского камерального суда в Надворном совете процессуальные нормы были более свободными, а производство ориентировано на нахождение компромисса между сторонами, что позволяло более эффективно разрешать конфликты политического и конфессионального характера. Это значительно повысило роль Надворного совета в XVII веке, когда работа Имперского камерального суда была парализована из-за борьбы католиков и протестантов.
Помимо судебных функций, Надворный совет играл значительную политическую роль, регулярно консультируя императора по имперским вопросам и разрабатывая предложения в сфере текущей внешней и внутренней политики. Первоначально в компетенцию совета входили также вопросы управления владениями Габсбургов вне Священной Римской империи, однако при Фердинанде II эта сфера была передана отдельному Австрийскому надворному совету. Ядро совета образовывали ближайшие сподвижники императора, во главе с имперским вице-канцлером и канцлером Австрии, которые формировали узкий Тайный совет, занимающийся важнейшими правительственными вопросами.

#### Имперские округа

Имперские округа в начале XVI века

Учреждение имперских округов также было связано с осуществлением имперской реформы. В 1500—1512 годах территория империи (без земель Чешской короны, Швейцарии и Северной Италии) была разделена на 10 округов. В каждом из них было создано окружное собрание, в состав которого вошли представители всех государственных образований (кроме владений имперских рыцарей), находящихся на территории округа. На окружных собраниях действовал принцип «одна территория — один голос», что в таких округах, как Швабский, Франконский и Верхнерейнский позволяло мелким имперским образованиям оказывать реальное влияние на региональную и имперскую политику. В компетенции округов находились вопросы поддержания земского мира и разрешения споров между имперскими сословиями, набор и содержание вооружённых сил, поддержание в боеспособности крепостей, распределение и взимание имперских налогов. С 1681 года на окружной уровень были переданы фактически все вопросы организации имперской армии и её финансирования. Округа играли важную роль в поддержании статус-кво в империи, интеграции мелких и средних государственных образований в общеимперскую систему и поддержании обороноспособности страны. Наиболее эффективно функционировали округа, на территории которых отсутствовали крупные государства (Швабский и Франконский), тогда как работа Верхнесаксонского округа была полностью парализована из-за отказа Бранденбурга от участия в окружных расходах. Округа иногда объединялись в ассоциации: так, в период войны за испанское наследство ассоциация пяти западных округов смогла оказать действенное сопротивление французскому натиску в направлении Рейна. Система округов в практически неизменном виде просуществовала до роспуска Священной Римской империи в 1806 году.

### Финансовая система
Материальную основу императорской власти в ранние периоды составляли доходы императорского домена, часть поступлений с церковных земель, платежи феодального характера (рельефы и др.), а также исключительные королевские права (регалии), прежде всего в сфере отправления правосудия. Большое значение для обеспечения текущих нужд императорского двора имела обязанность князей предоставлять постой и обеспечивать за свой счёт содержание императора во время его нахождения в их владениях, что приводило к постоянным перемещениям императорского двора по городам и замкам Германии и Италии. В эпоху Гогенштауфенов главным источником финансирования государственных расходов стали феодальная «помощь» князей и церковных учреждений Германии и платежи, взимаемые императорскими чиновниками с богатых городов Северной Италии. Падение имперской власти в Италии во второй половине XIII века резко ограничило финансовые ресурсы короны: походы императоров за Альпы, хоть и приносили огромные богатства в казну (в 1355 году Карл IV вывез из Италии около 800 000 флоринов), но были крайне редки.
В позднее Средневековье основным источником поступлений стали взносы имперских городов, доходы наследственных владений императора (земли чешской короны при Люксембургах, Австрия при Габсбургах), а также эпизодические поступления в виде внутренних и внешних займов, выкупных платежей за отказ от королевских регалий в отношении отдельных городов или территорий и контрибуций с евреев. Этих источников было недостаточно не только для проведения активной внешней политики, содержания крупной армии или разветвлённого аппарата управления, но и для финансирования текущих государственных расходов. Если в середине XIV века король Англии располагал доходами на сумму около 770 тыс. флоринов в год, король Франции — более 2,5 млн, то император Священной Римской империи мог рассчитывать лишь на 150 тыс., причём по мнению некоторых исследователей реальных поступлений набиралось не более трети этой суммы, а объём заимствований в 70 раз превышал доходную часть государственного бюджета. К началу XV века поступления ещё более сократились: по современным оценкам, доходы императора Сигизмунда не превышали 13 тыс. флоринов в год при том, что на личные расходы ему требовалось 5000 флоринов ежедневно. Попытка введения единого общеимперского налога на крестовый поход против гуситов провалилась из-за сопротивления сословий и отсутствия системы сбора налогов. Государственная налоговая система начала зарождаться в начале XV века на уровне крупных территориальных княжеств (Пфальц, Бранденбург, Вюртемберг, Бавария, Австрия). Именно поступления с наследственных владений Габсбургов, более чем вчетверо превосходящие имперские доходы, а также займы у Фуггеров и других немецких банкирских домов, позволяли Максимилиану I и его преемникам проводить активную внешнюю политику и содержать крупные наёмные войска.
В рамках имперской реформы 1495 года впервые был утверждён единый всеобщий прямой налог — «общий пфенниг», который подлежал уплате всеми гражданами империи, достигшими 15 лет. Средства от сбора этого налога должны были идти на формирование армии для войн с Францией и Османской империей. Однако сбор налога оказался практически сорван из-за сопротивления сословий и отсутствия фискальных органов. В дальнейшем императорам удавалось эпизодически получать субсидии сословий на борьбу с турками, однако эти средства были крайне незначительными. Только в 1681 году рейхстаг утвердил военную реформу, обязавшую субъекты империи финансировать содержание имперской армии, для чего на уровне имперских округов были созданы финансовые ведомства. Эта система сохранилась до конца существования империи, однако она обеспечивала лишь минимум средств, необходимых для поддержания общих вооружённых сил и функционирования имперских учреждений. Императоры были вынуждены пополнять бюджетный дефицит за счёт доходов с наследственных владений и внешних займов.

### Военная система
Военная система империи первоначально основывалась на феодальной обязанности вассалов императора предоставлять воинские контингенты в случае необходимости. Ядром имперской армии являлись рыцари, выставленные светскими и духовными князьями. Помимо них к военным походам привлекались министериалы, а для нужд обороны до XII века использовалось также ополчение свободных крестьян. По современным оценкам, в конце X века для своих походов в Италию император мог собирать до 6000 вооружённых рыцарей только с одного Германского королевства. Условия военной службы определялись феодальными обычаями и утверждались решениями съездов князей империи. Верховным главнокомандующим являлся император. Кроме имперской армии крупнейшие феодалы, особенно правители приграничных марок, обладали собственными военными контингентами, которые позволяли им вести самостоятельную внешнюю политику.
В позднее Средневековье из-за систематического уклонения князей от предоставления военной помощи главную силу имперской армии стали представлять наёмные войска. В XV веке Швейцария, затем Швабия, а позднее и другие немецкие регионы стали центрами торговли профессиональными солдатами, которых нанимали имперские княжества, свободные города и иностранные государства для ведения военных действий. Хронический дефицит казны не позволял императорам Священной Римской империи в полной мере использовать эту военную силу. Лишь относительная стабилизация финансов при Максимилиане I дала возможность нанять значительные контингенты ландскнехтов, с помощью которых удалось отразить натиск Франции на имперские земли.
Необходимость коренной перестройки военной системы стала очевидной к концу XV века в условиях обострения внешней угрозы со стороны Франции и Османской империи. В рамках имперской реформы в 1500 году был введён общеимперский налог на финансирование военных расходов, а имперским матрикулом в 1521 году установлены нормы выставления военных контингентов каждым субъектом империи таким образом, чтобы обеспечить комплектование армии в составе 20 000 солдат пехоты и 4000 кавалерии. Однако правители крупных княжеств систематически уклонялись от уплаты налога и выделения солдат в имперскую армию. Императорам приходилось полагаться на наёмников, рекрутов из габсбургских владений либо заключать двусторонние договоры о предоставлении солдат с отдельными княжествами. В 1556 году был организован гофкригсрат — военный совет Австрийских земель, позднее превратившийся в центральное военное ведомство императора.

#### Имперская армия
В условиях начала Тридцатилетней войны Фердинанд II прибег к найму профессиональной армии Валленштейна, которая содержалась за счёт контрибуций с захваченных земель. Разорения, причиняемые наёмниками, заставили князей согласиться на формирование армии на принципах, заложенных имперской реформой. Впервые имперская армия была создана в 1630 году и использовалась в военных действиях против шведов и турок. Согласно закону 1681 года имперская армия должна была состоять из 28 тысяч солдат пехоты и 12 тыс. кавалерии, причём ответственность за формирование и содержание армии, а также за поддержание обороноспособности имперских крепостей, была возложена на имперские округа. В период военных действий численность армии могла по решению имперских округов увеличиваться. Командование и назначение высшего офицерского состава осуществлялось непосредственно императором. В 1694 году на уровне нескольких имперских округов было принято решение о поддержании в боеготовности некоторых частей имперской армии и в мирное время, в результате чего возникли постоянные окружные войска, существовавшие одновременно с армиями отдельных княжеств. Император прибегал также к найму военных контингентов у территориальных правителей.
Княжества по-прежнему старались ограничить своё участие в комплектовании имперской армии, сохраняя свои лучшие воинские контингенты для собственных войск или передавая их по найму за плату иностранным державам. Торговля солдатами превратилась в один из важнейших источников доходов средних и малых государственных образований империи (классический пример — Гессен-Кассель). Боевая подготовка, оружие и дисциплина имперской армии также оставались на достаточно низком уровне. В период французской агрессии конца XVII века благодаря усилиям Швабского, Франконского и Верхнерейнского округов удалось организовать достаточно эффективную постоянную имперскую армию, однако в 1740 году она была распущена. Во время Семилетней войны вновь созданная имперская армия потерпела сокрушительное поражение в битве при Росбахе от прусских войск. Также неудачны были действия имперской армии в войнах с революционной Францией. Порядок формирования и содержания армии уже не отвечал требованиям времени. После падения Священной Римской империи и образования Рейнского союза в 1806 году имперская армия перестала существовать.